# 非正式命名恐龍列表

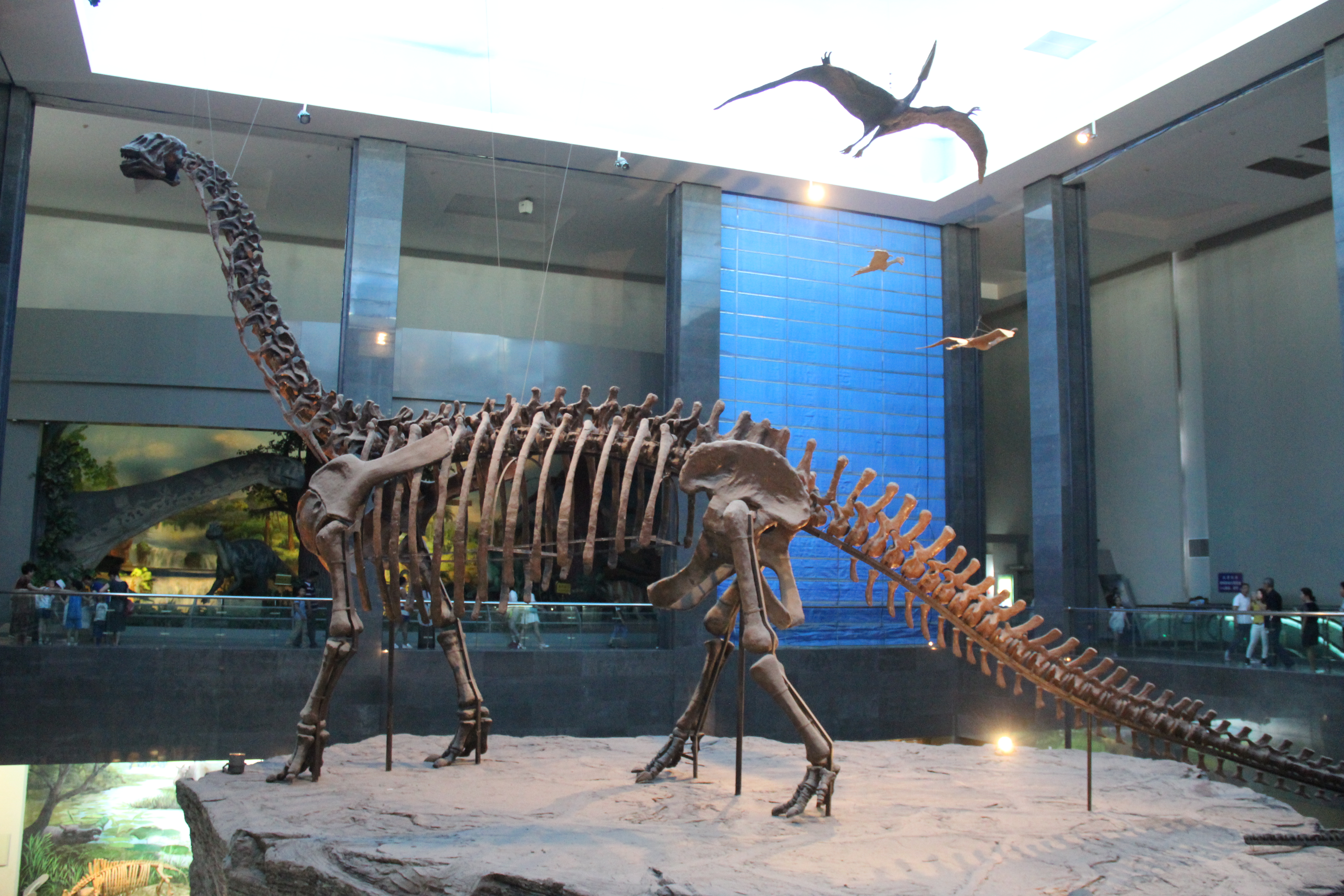
内蒙古博物馆的查干诺尔龙骨架模型

非正式命名恐龙列表是一个关于未有正式科学名称的恐龙的列表，仅含未正确发布或未正式发布学名的恐龍。此列表中的名称有以下类型： 
- 裸名（Nomen nudum）：即已发表但未能遵循《国际动物命名法规》的无效名（英语：Unavailable name），因而不能用斜体字排印或在稿件的字下划横线。
- 手稿名（Nomen manuscriptum）：即在手稿中出现但未正式公布的名称。除描述、定义、指示或鉴别特征外，手稿名等价于裸名。
- 论文名（Nomen ex dissertationae）：即在学位论文中出现但未正式公布的名称。
- 研究人员或出版社给标本、分类群等起的昵称或描述性名称。

另需注意：
- 此列表的“恐龙”不包括所有现生和已经灭绝的鸟类（現生鳥類與始祖鸟的最近共同祖先，及其所有的后裔）。
- 重新描述或成为有效名之次异名者将从列表中删除（详见恐龙列表）。

| 目录 | A B C D E F G H I J K L M N O P Q R S T U V W X Y Z – 参见 |

## A

### 阿拉摩暴龙

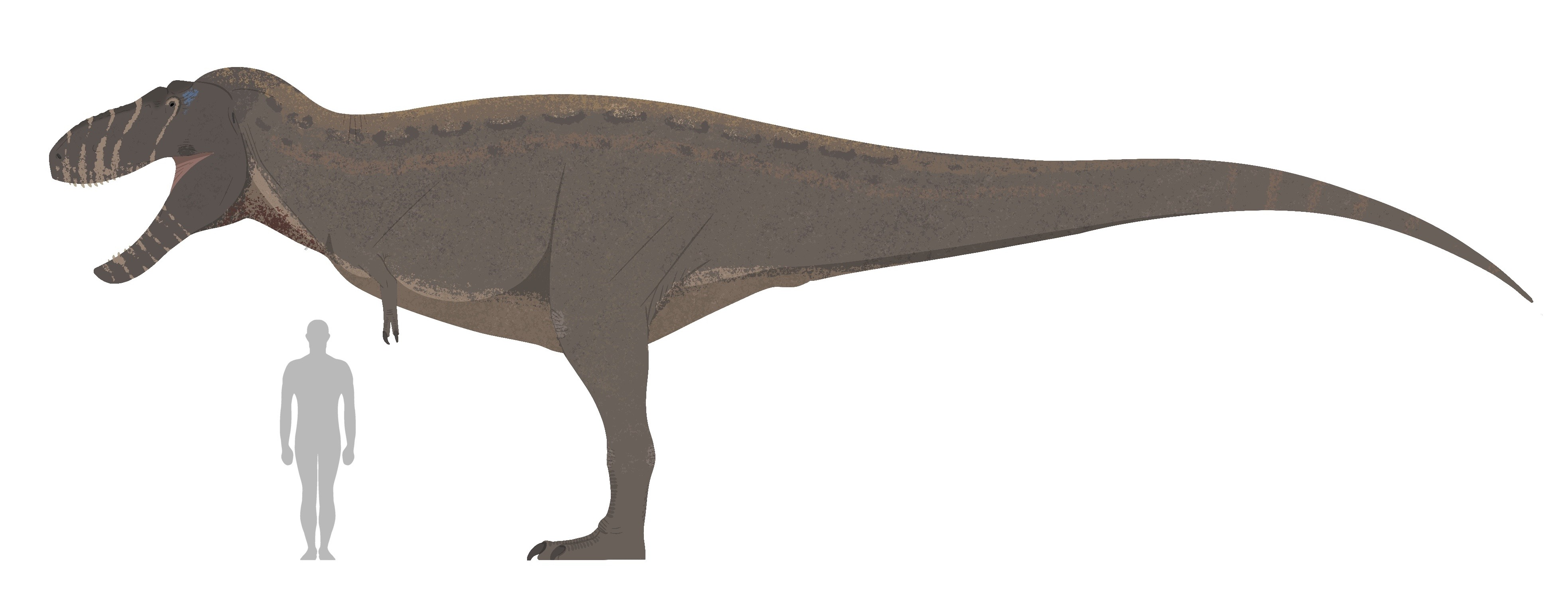
“阿拉摩暴龙”的复原图

阿拉摩暴龙（"Alamotyrannus"，意为“阿拉摩的暴君”）是种尚未描述的暴龙科恐龙，生存于晚白垩世的北美，化石于20世纪初在新墨西哥州的白楊山組发现。它要么是一个独立属，要么仅为暴龙的异名。拟定的模式种布氏阿拉摩暴龙（"Alamotyrannus brinkmani"）是在2013年建立。
“阿拉摩暴龙”生存於大约7000万年前的马斯特里赫特阶早期，比已知最早的出现暴龙还要早200万年。
标本ACM 7975为1924年在新墨西哥州白杨山组发现的一块颌骨，当时初步鉴定为平衡蛇发女怪龙，但据达尔曼与卢卡斯（2013年）及麦克唐纳（2022年）称很可能属于阿拉摩暴龙。该标本目前在贝尼斯基自然博物馆展出。

### 恐龙艾伦

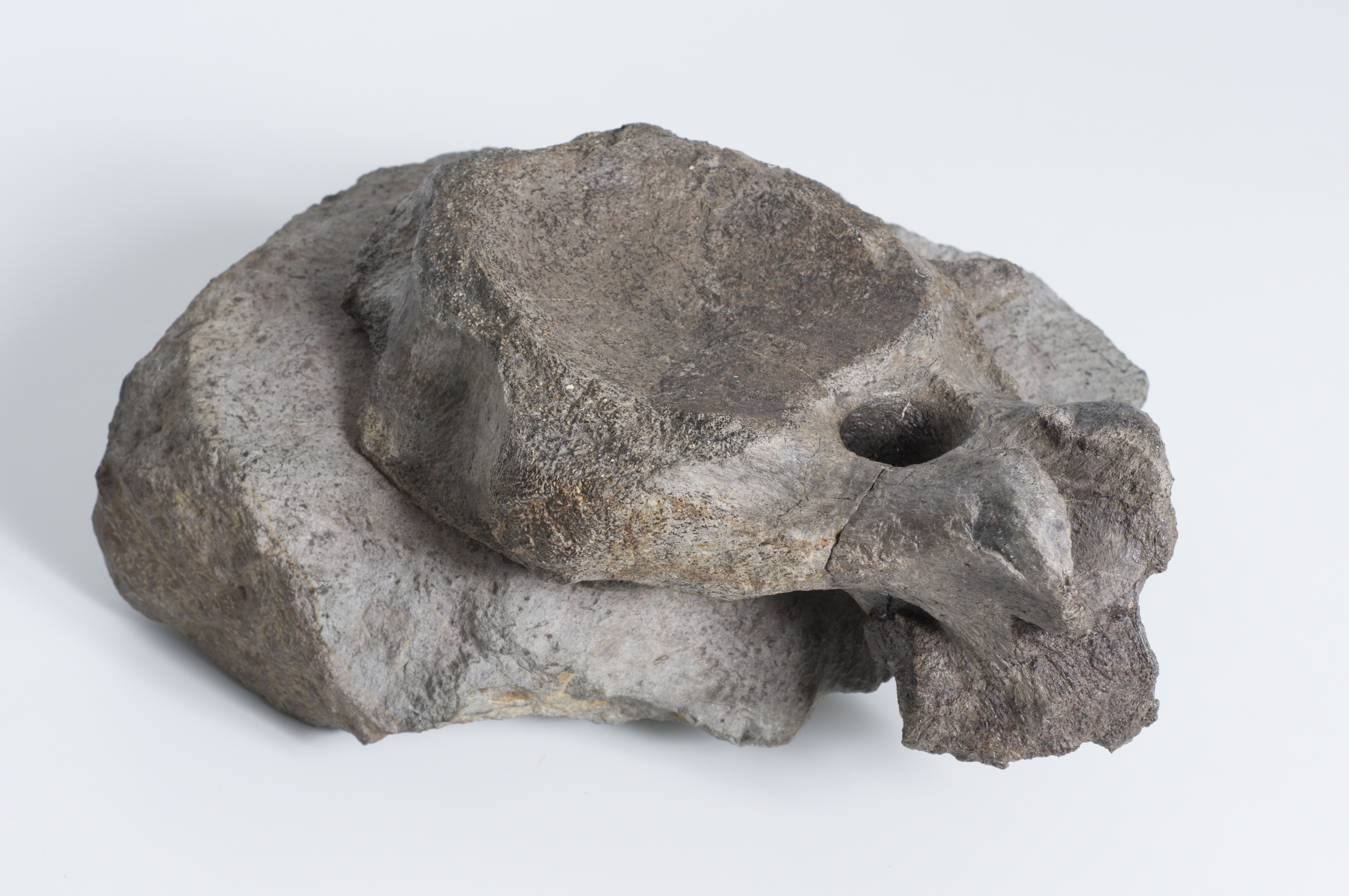
化石

恐龙艾伦（"Alan the Dinosaur"）是英国惠特比索特维克组（中侏罗世阿连阶）发现的一节蜥脚类尾椎（YORYM:2001.9337）的非正式名称。它是英国最古老的蜥脚类动物，化石时期可追溯至1.76至1.72亿年前。其昵称得名自1995年发现该化石的艾伦·古尔（Alan Gurr）。因无法定种，故未有正式名称。2015年的一项分析发现它是真蜥脚类的一员，可排除在梁龙超科之外，与鲸龙最为相似。
“艾伦”的化石收藏于约克郡博物馆，为约克郡侏罗纪世界展览的一部分。

### 强壮异特龙

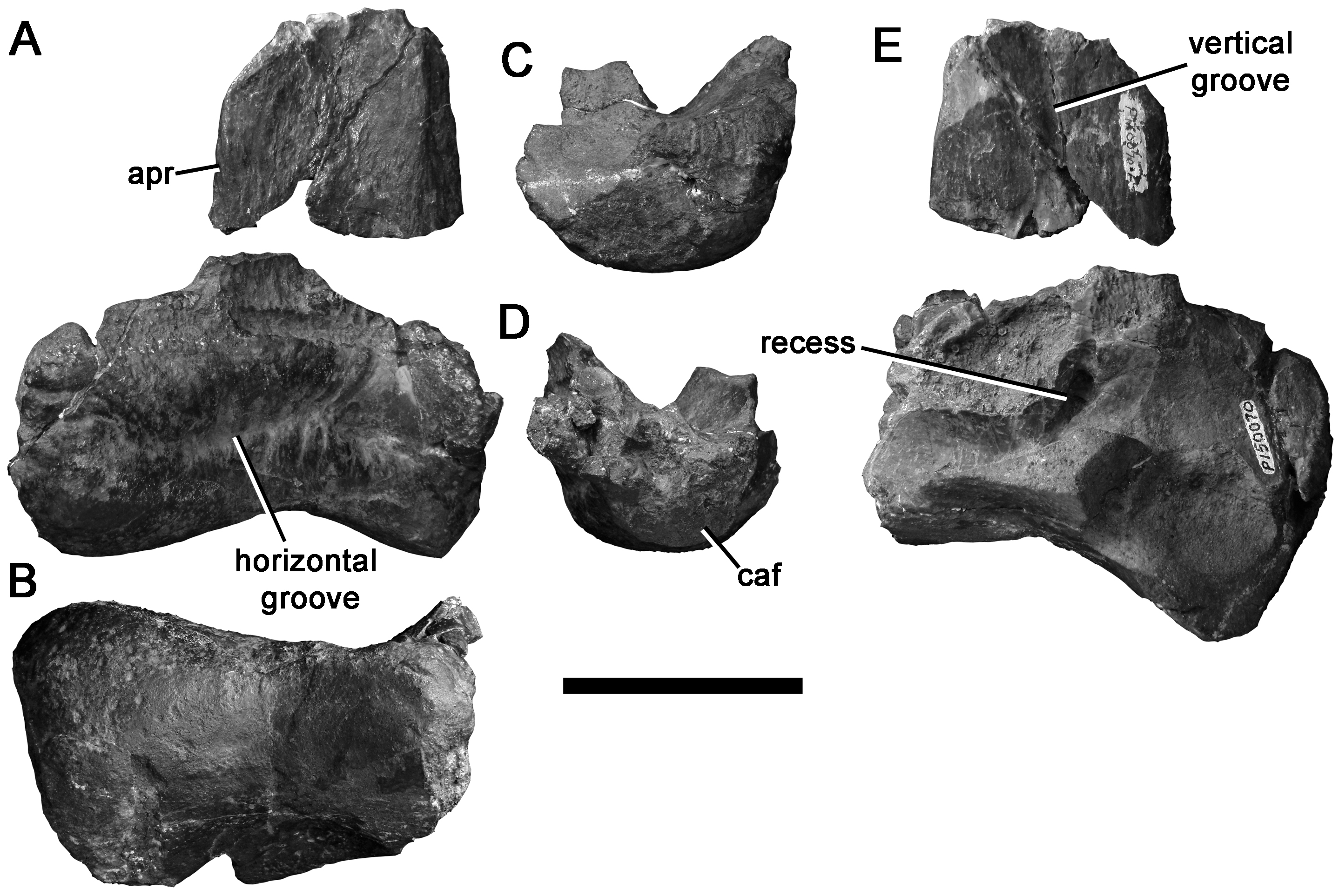
标本NMV P150070，被称为“强壮异特龙”

强壮异特龙（"Allosaurus robustus"）是澳大利亚维多利亚州旺萨吉组（早白垩世）发现的一块兽脚类距骨（即标本NMV P150070）的非正式名称。初次研究时认为该标本属于异特龙的某个物种。塞缪尔·保罗·威尔斯对该鉴定表示反对，并提出其属于似鸟龙科，但对方仍坚持自己的观点。21世纪初，丹尼尔·舒尔（Daniel Chure）检查了该骨骼，发现其并非异特龙新种，但仍代表某种异特龙超科。同时东洋一和菲力·柯里指出这块距骨与他们描述的新属福井盗龙很相似。它可能属于某种与南方猎龙近缘的兽脚类，但也有人认为其属于阿贝力龙超科。2019年的一项研究证据确凿地显示该距骨属于大盗龙类。
“强壮异特龙”一名最初仅用作博物馆标签，由舒尔于2000年首次提出。

### 阿马加剑龙

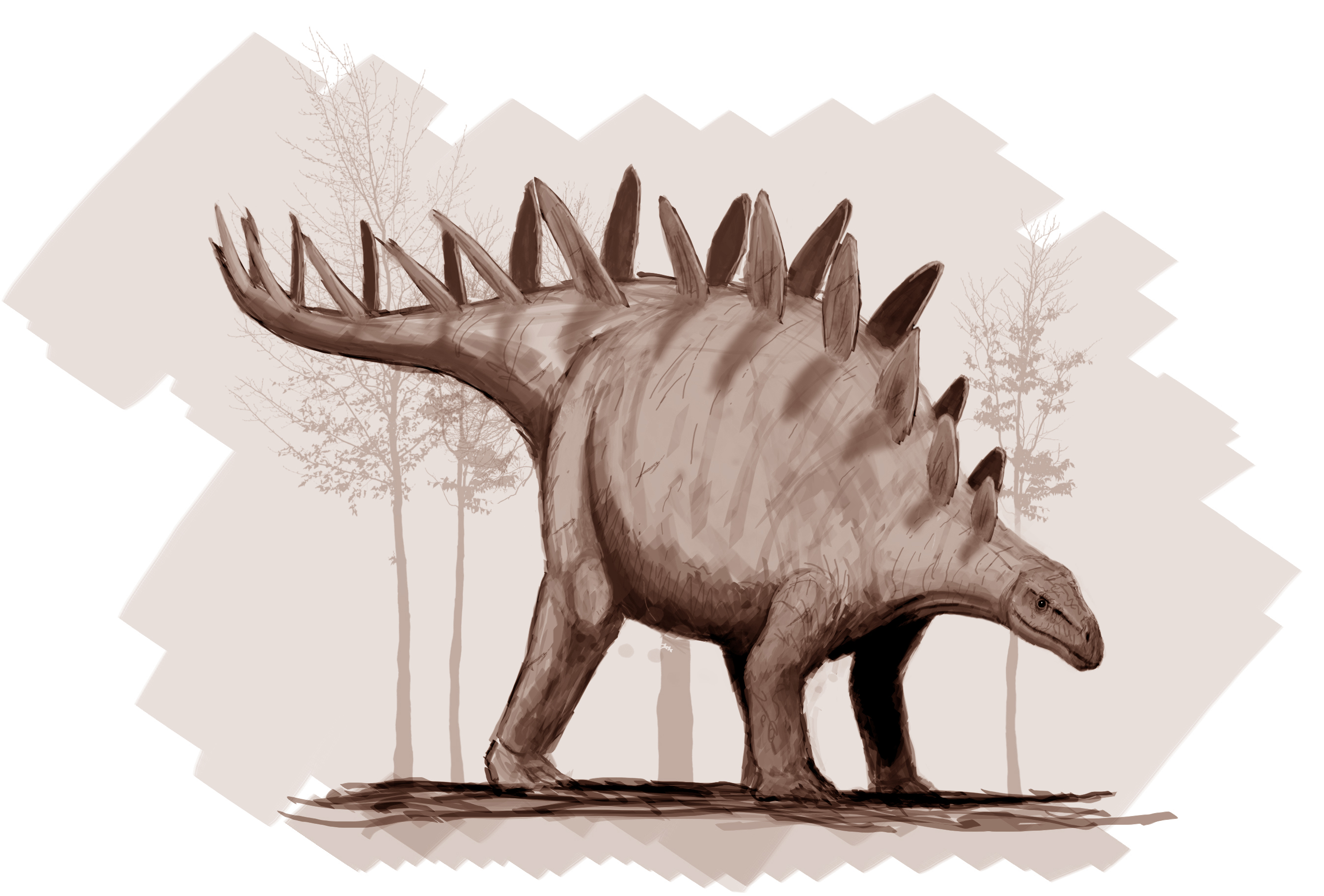
“阿马加剑龙”的复原图

阿馬加劍龍（"Amargastegos"）是阿根廷阿馬加組发现的一种已灭绝剑龙科恐龍的非正式名稱，由罗曼·乌兰斯基（Roman Ulansky）于2014年根据标本MACN N-43（包括背部皮内成骨、颈椎、尾椎及一块顱骨）命名，拟定的模式种是短颈阿马加剑龙（"A. brevicollum"）。2016年，彼得·加尔冬和肯尼思·卡彭特宣布它是一個無資格名稱，并将其鉴定为分類不明的剑龙類。“阿马加剑龙”是南半球为数不多的剑龙类之一。

### 安得拉龙
安得拉龍（"Andhrasaurus"）是印度科塔組发现的一种已灭绝裝甲鸟臀目恐龙的非正式名稱，由罗曼·乌兰斯基于2014年根據部分顱骨、约30块皮内成骨及椎骨和四肢骨骼命名，拟定的模式种是印度安得拉龙（"A. indicus"）。所有化石皆保存在GSI的藏品中，并由纳特等人（2002年）分類於甲龙下目。
2016年，彼得·加尔冬和肯尼思·卡彭特指出“安得拉龍”的命名不符合ICZN的要求，宣布它为無資格名稱，并将其列为裝甲类未定屬，同时注意到纳特等人（2002年）描述的颌骨属于鳄形超目。高尔顿于2019年重新描述“安得拉龍”装甲化石。

### 昂雅克夏朗德的似鸟龙类
昂雅克夏朗德的似鸟龙类（"Angeac ornthomimosaur"）是法国西部昂雅克夏朗德附近早白垩世（以前被认为年代为豪特里维阶至巴列姆阶，但根据孢粉学，现在被认为是贝里亚阶至凡蓝今阶）昂雅克夏朗德骨层（阿基坦盆地地层的一部分）发现的一种未描述似鸟龙类分类单元。该分类单元没有牙齿，且已发现代表至少70具个体、涵盖几乎整副骨骼的大量脱节遗骸，部分遗骸由艾伦等人于2014年描述。

### 盎格魯波塞東龍

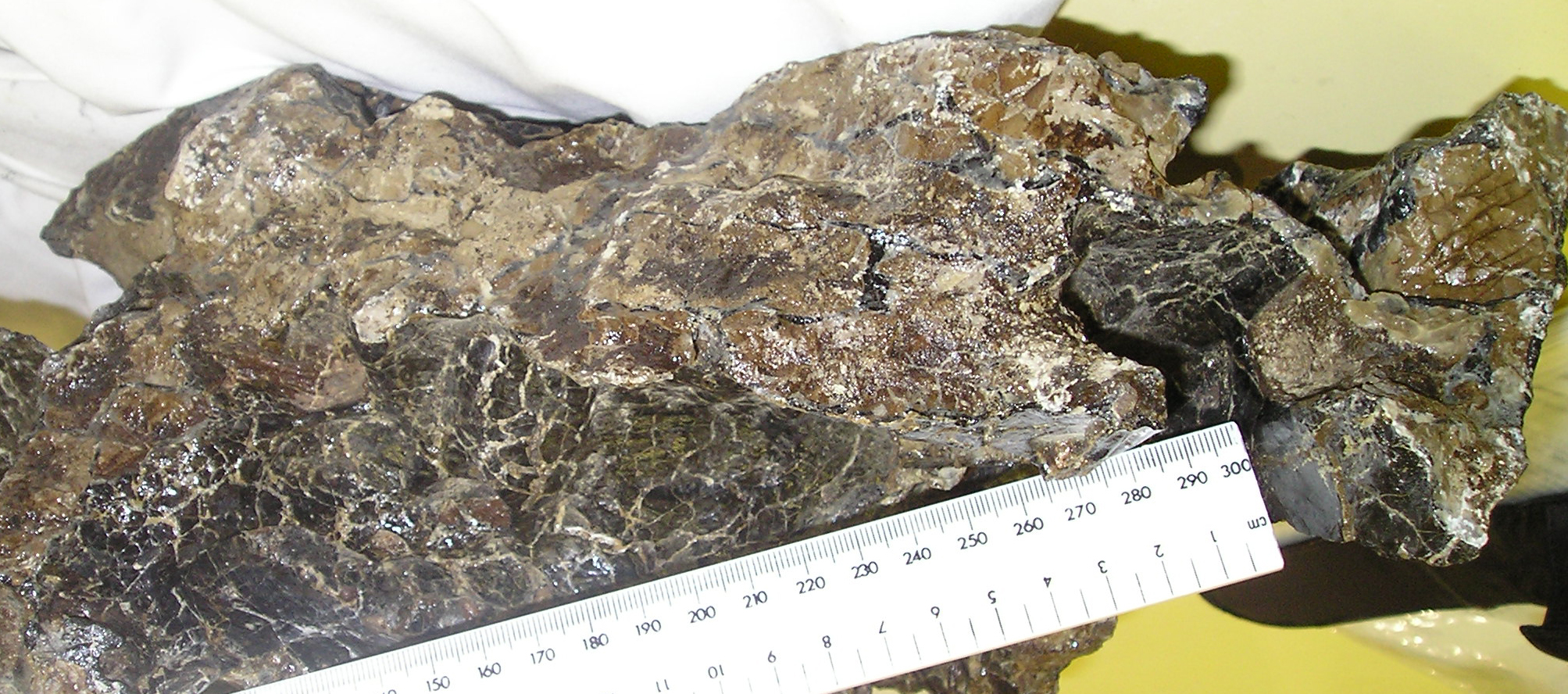
“盎格魯波塞東龍”化石

盎格魯波塞東龍（"Angloposeidon"）是英国南部怀特岛早白垩世（巴列姆阶）威塞克斯組一种非正式命名的蜥脚类恐龙，被认为可能属于腕龙科。著名古生物学家德恩·奈許曾参与对其标本的研究，但建议仅非正式使用此名，不要发表。然而其本人却在自己2010年发表的《四足動物學》（Tetrapod Zoology Book One）一书中亲自公布了该名称。其遗骸由单节颈椎（MIWG.7306）组成，表明它是一只非常大的动物，長達20米或更长。

### 古盜鳥

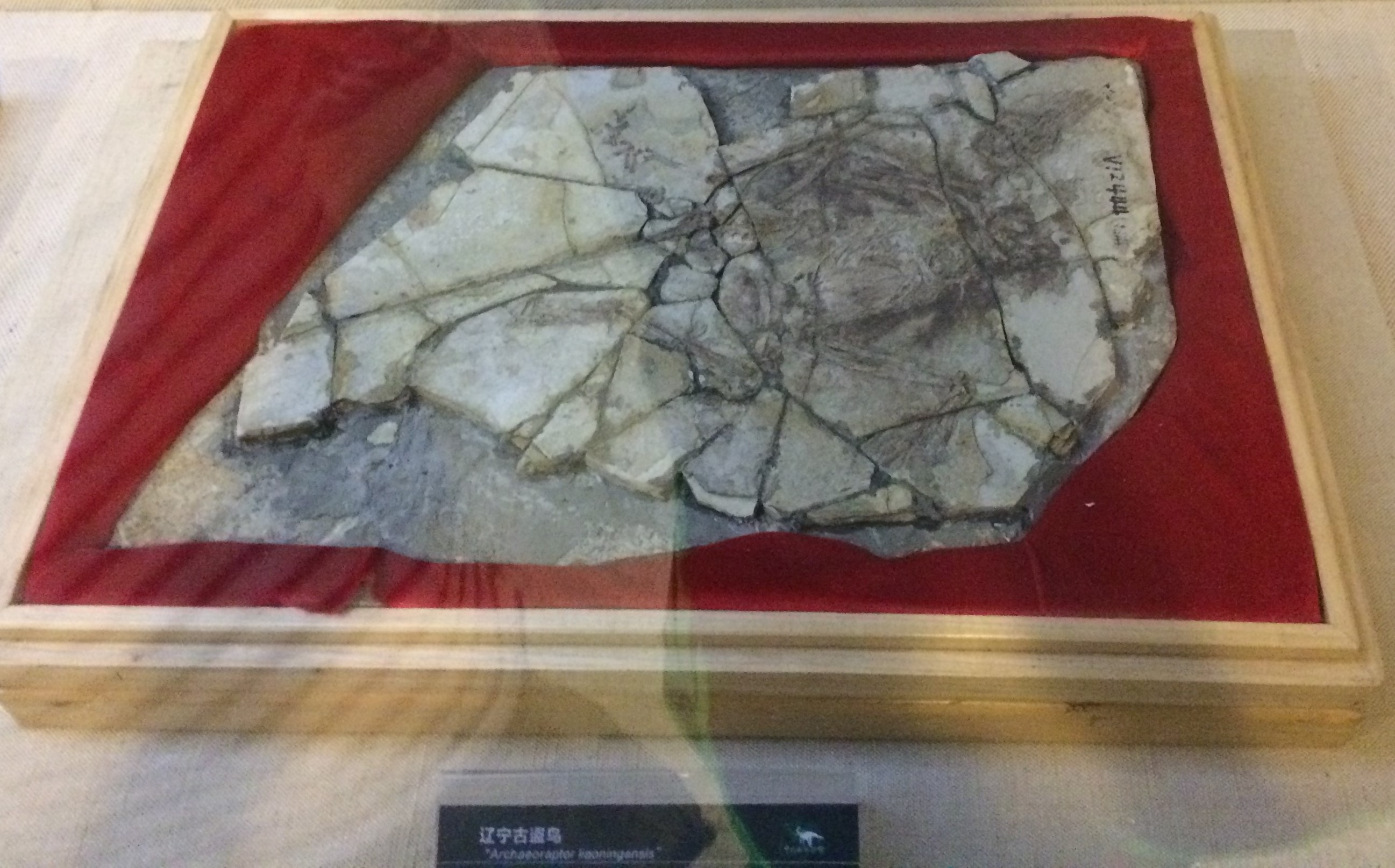
「遼寧古盜鳥」化石

古盜鳥（"Archaeoraptor"）是一件重要的中国化石的非正式属名，该标本后被发现是由各种彼此无关的化石拼接而成。此名于1999年首次发表在《国家地理杂志》的一篇文章中，文中称该化石是鸟类和陆栖兽脚类恐龙之间的“缺失环节”。在该刊正式出版之前，人们就已对化石的真实性产生严重怀疑。后续研究表明该化石是由不同物种化石碎片重组而成的赝品。周忠和等人（2002年）发现头部和上半身实际上属于原始鸟类燕鸟，同年另一项研究发现尾部属于2000年命名的小型有翼驰龙科小盗龙。
腿和脚属于一种未知的动物。

### 大主教

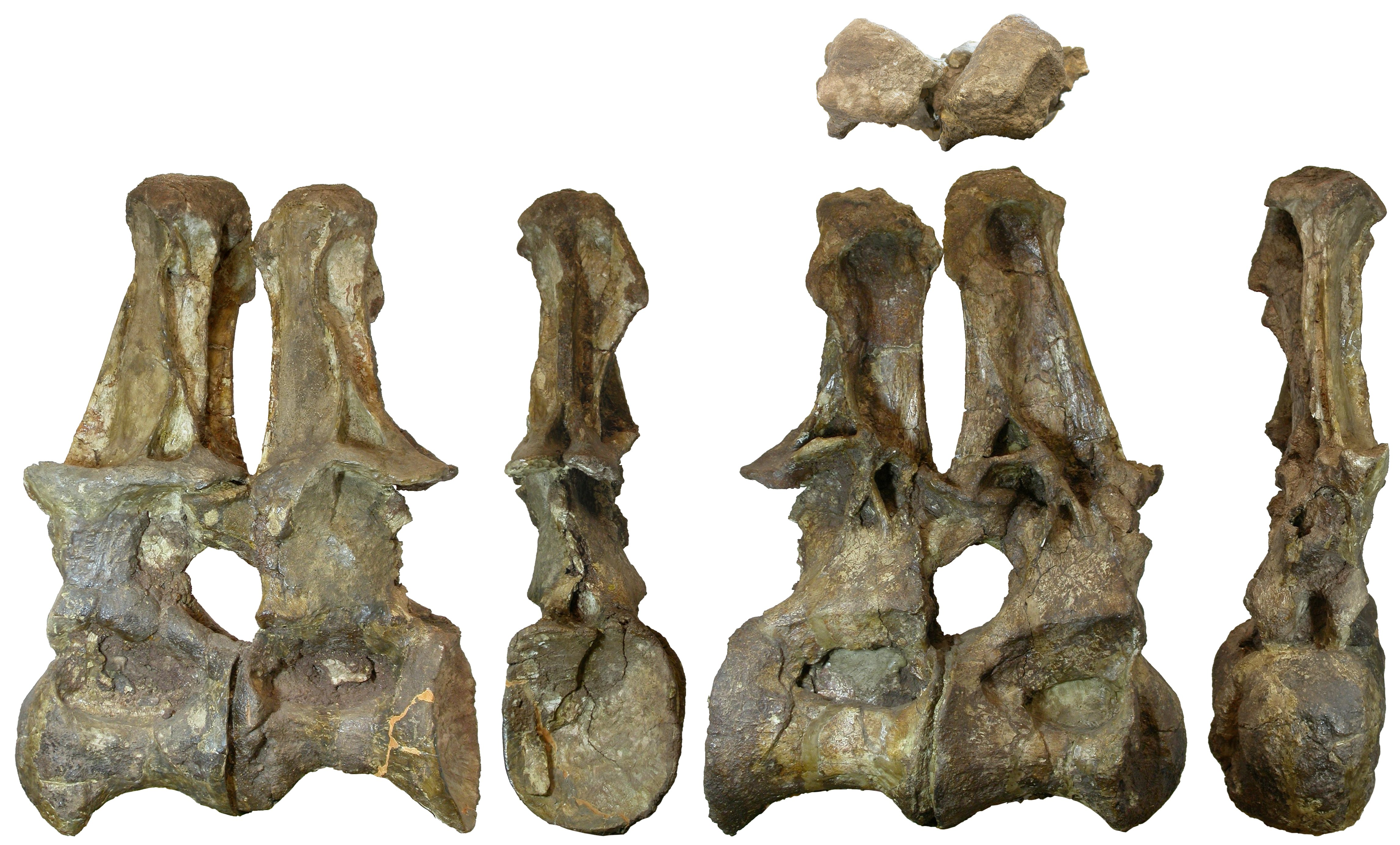
多個視角下的“大主教”龙椎骨化石

大主教（"The Archbishop"）是种类似腕龙及長頸巨龍的巨型腕龙科蜥脚类恐龙。因其与布氏腕龙（现为長頸巨龍）均在坦桑尼亚敦達古魯的同一地层发现，因此被长期视为后者的异名。然而，“大主教”显示出包括脊椎獨特形態和按比例延长的颈部在内的显著差异，表明它是一个独立属种。其化石由弗里德里克·米吉德（Frederick Migeod）于1930年发现。“大主教”是一个昵称，起到占位符的作用，因为标本目前没有学名。该标本目前保存于伦敦自然历史博物馆，最终将由布里斯托尔大学的邁克爾·泰勒博士重新描述。2018年5月，泰勒开始着手描述“大主教”。

### 大西洋鸭龙
大西洋鸭龙（"Atlantohadros"）又名默察特维尔的鸭嘴龙类（"Merchantville hadrosaur"），是新泽西州晚白垩世默察特维尔组发现的一种鸭嘴龙科恐龙的非正式名称。布朗斯坦（2021年）发现“大西洋鸭龙”比特提斯鸭龙更为衍生，但比栉龙亚科和赖氏龙亚科更原始。
已知有三件标本：YPM VPPU.021813、YPM VPPU.021813和AMNH 13704YPM，皆在20世纪70年代发现于蒙茅斯县马纳拉潘至马尔伯洛一带附近的弗瑞霍尔德西北8（5.0英里）处。前2件在同一地点发现，且具有相似的颜色、风化状况和尺寸，因此可能属于同一个体，但出于谨慎，作者仅赋予两者相同的编号。化石包括：两个喙骨、两个肩胛骨、一个股骨、一根肋骨、一个残缺的胫骨近端和一个标本铸型的齿齿（原始骨骼很可能已经遗失）。AMNH 13704由部分齿骨组成。其它一些零散骨骼包括一个隅骨、部分上颌骨、部分颧骨、颅顶碎片和几个肋骨碎片。

## B

### 巴瓜龙
巴瓜龙（"Baguasaurus"，意为“巴瓜的蜥蜴”）是秘鲁晚白垩世（坎帕阶至马斯特里赫特阶）乔塔组一种未描述岩盔龙类蜥脚下目恐龙的非正式名称。拟定的正模标本由尾椎组成，在莫瑞尔等人（1987年）对乔塔组的研究中首次提及，而“巴瓜龙”一名则是由拉腊门迪和莫利纳·佩雷兹（2020年）在书中所创。估计“巴瓜龙”长12（39英尺）、重4公噸（8,800磅）。

### 俾路支龍
俾路支龙（"Balochisaurus"，意為“俾路支蜥蜴”，得名自巴基斯坦俾路支部落）是生存于晚白垩世巴基斯坦的一種泰坦巨龍類蜥脚下目恐龙的非正式名稱。拟定的模式种是馬氏俾路支龍（"B.malkani"）。俾路支龙化石（连同其他恐龙化石标本）是由巴基斯坦地质调查局的一队古生物学家在维达格里附近发现。俾路支龙由马尔卡尼（2006年）根据帕布组马斯特里赫特阶维达格里段（Vitakri Member）发现的七节尾椎及其它归入该属的椎骨和部分颅骨所描述。俾路支龙和“马里龙”均被归入“俾路支龙科”。威尔逊、巴雷特和卡拉诺（2011年）的研究视之为无效属。

### 巴拉克龙

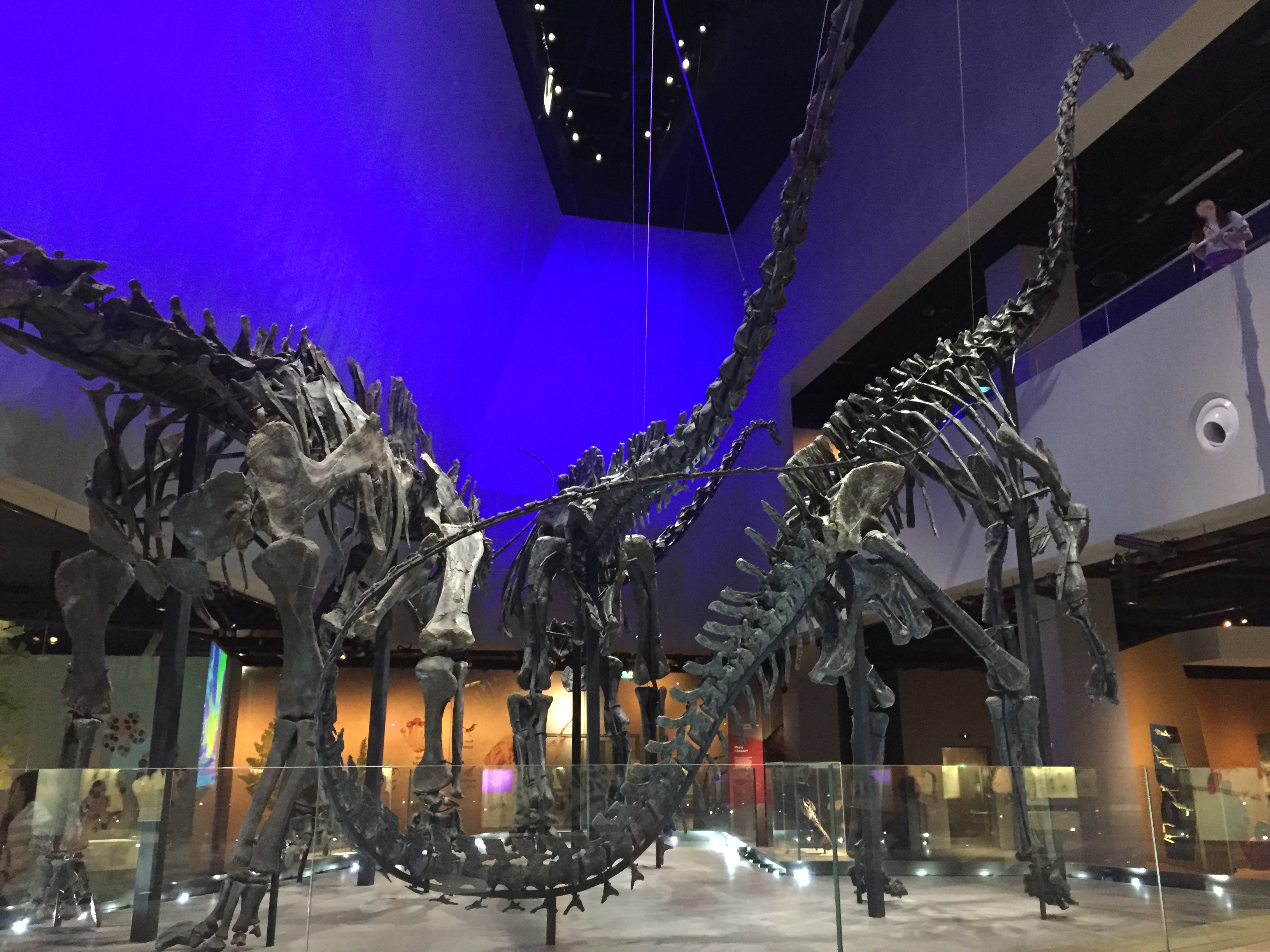
三件曾被非正式归类于雷梁双腔龙的骨骼，现标名为“梁龙”

巴拉克龙（"Barackosaurus"）是用于描述怀俄明州莫里逊组启莫里阶沉积物中发现的蜥脚类化石的非正式名称。化石发现于达纳采石场（Dana Quarry），据推测，“巴拉克龙”长20米、重20吨。亨利·加利安诺（Henry Galiano）和莱蒙多·阿伯斯多弗（Raimund Albersdorfer）于2010年撰写了一篇未发表的文章，根据怀俄明州大角盆地（Big Horn Basin）达纳采石场发现的私人收藏的数个完整标本提出双腔龙新种雷梁双腔龙（"Amphicoelias brontodiplodocus"），并为之取了一个绰号――“巴拉克龙”。他们认为，莫里逊组的大部分梁龙科化石其实是双腔龙的不同生长阶段或是不同性别，因此种名综合雷龙与梁龙。但该分析遭到了大多数人的质疑。随后，其主要作者亦否认之前的文章，并解释说它“显然是一份草稿，有打字错误等等，而不是最后的论文。事实上，没有人试图将其印刷或发表”。标本于2015年在新加坡李光前自然历史博物馆展出。

### 巴恩斯高地的蜥脚类
巴恩斯高地的蜥脚类（"Barnes High sauropod"）为标本MIWG-BP001的非正式名称，为怀特岛威塞克斯組发现的一件未描述的蜥脚类标本。该标本于1992年在巴恩斯高地（Barnes High）附近的悬崖上发现，目前归布賴斯通附近未经认证的私营恐龙农场博物馆所有，化石所有权情况被描述为“复杂”，目前研究人员无法接触该标本。标本完整度接近40%，由包括一条基本完整的前肢在内的部分颅后骨骼组成，含骶前椎、前段尾椎、肩带及肢骨。它被认为是种腕龙科恐龍，鉴于椎骨相似，可能是命名较早的優腔龍的异名。

### 巴約龍
巴約龍（"Bayosaurus"）是种尚未描述的恐龙的非正式名称，由古生物学家罗多尔夫·科里亚、菲力·柯里和宝琳娜·卡拉巴赫（Paulina Carabajal）于2006年命名。“巴约龙”是种长约4米（13英尺）的阿贝力龙超科，化石出土于阿根廷内乌肯省土仑阶的利桑德罗山组。“正模标本”MCF-PVPH-237包含2000年发现的背椎、骶椎、一个破碎的骨盆及其它不完整骨骼。该名称被用于系统发育分析以确认MCF-PVPH-237的演化位置。

### 伯齒龍
伯齒龍（"Beelemodon"）是种未描述的晚侏罗世兽脚类恐龙，可能属於虛骨龍類，化石是美国怀俄明州发现的两颗牙齿。“伯齿龙”一名系古生物学家羅伯特·巴克于1997年在自然科学院的一次研讨会上首次提出。伯齿龙牙齿最类似美颌龙，但没有独特特征，且同样与原始祖鸟及驰龙科存在相似之处。

### 双凹波塞东龙

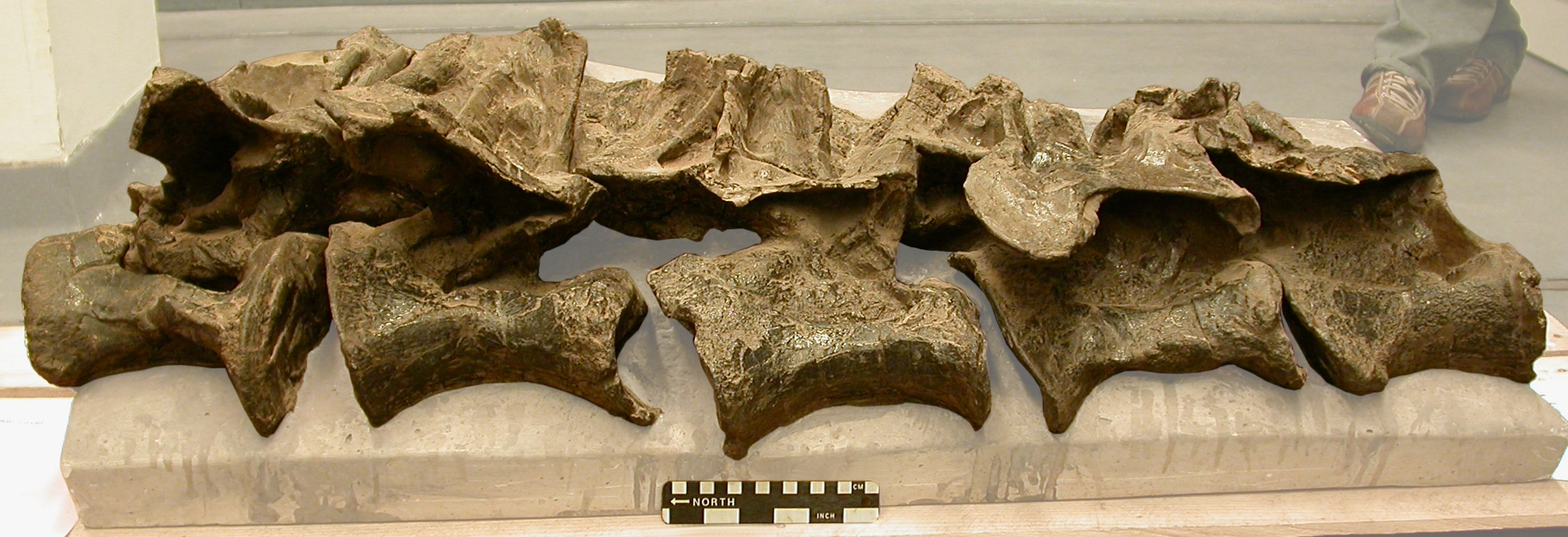
椎骨

双凹波塞东龙（"Biconcavoposeidon"）是标本AMNH FARB 291的占位符名称，为怀俄明州晚侏罗世莫里逊组发现的五节连续的腕龙科后段背椎。除1898年在骨舱采石场（Bone Cabin quarry）发现的化石外，目前对双凹波塞东龙知之甚少。

### 比霍爾龍
比霍爾龍（"Bihariosaurus"，意為“比霍尔的蜥蜴”）是禽龙类恐龙的一个无效属，发现于罗马尼亚早白垩世的铝土矿角。模式种鋁土礦比霍爾龍（"Bihariosaurus bauxiticus"）由马林斯库于1989年命名但未作描述。“比霍尔龙”是种与弯龙相似的禽龙类恐龙。发表该分类单元的原始文献中未提供详细描述，骨骼插图也不能将其与任何其它鸟脚类区分开来。

### 比斯科夫龙
比斯科夫龙（"Biscoveosaurus"）是南极洲詹姆斯罗斯岛雪丘島組（早馬斯特里赫特期）发现的一件鸟脚类标本的非正式名称。该化石发现于兰布角段（Cape Lamb Member），与另一种原始鸟脚类莫罗龙出自同一地層，故有人猜测它是后者的第二件标本，但鉴于莫罗龙正模标本破碎，且与“比斯科夫龙”化石材料无重叠部分，因此无法进行比较。标本包括齿骨、牙齿、脑壳、部分上颌骨、前肢、椎骨和肩带，令该属比詹姆斯羅斯島上的其它鳥腳類更为獨特，因為后者化石中不存在颅骨和颅后骨骼。估计这种动物长约4至5（13至16英尺）。

## C

### 首都龍

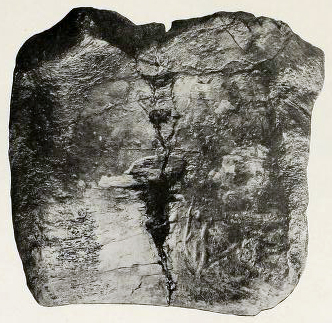
“首都龙”的椎骨

首都龙（"Capitalsaurus"）是一块大型早白垩世兽脚类恐龙尾椎的非正式属名。“首都龍”化石为1898年1月20日工人在哥伦比亚特区第一街和第二街的十字路口开凿下水道时发现，曾先后被命名为两强悍肌龙（Creosaurus potens）和强悍伤龙（Dryptosaurus potens），但最后皆被推翻。20世纪90年代，古生物学家彼得·克兰兹（ Peter Kranz）断言该化石代表一种新的恐龙，并将其命名为“首都龙”。他成功通过当地学校组织运动，使“首都龙”成为华盛顿特区的官方恐龙，并于1998年列入法律。华盛顿特区在一年后将作为发现地的F街改为“首都龙公园”，并指定2001年1月28日为“首都龙日”。

### 昌都龍
昌都龍（"Changdusaurus"，亦拼写作“Changtusaurus”）是种中侏罗世恐龙的非正式名称，化石发现于中国西藏。昌都龙被归类於剑龙科，“模式种”装甲盾齿昌都龙（"Changdusaurus laminoplacodus"）由赵喜进于1986年命名，但从未正式描述，现仍为無資格名稱。一項研究表明化石已经遗失。

### 卡曼奇龍
卡曼奇龍（"Comanchesaurus"）是新墨西哥一件晚三叠世化石遗骸的非正式名称，最初被视为兽脚类。标本NMMNH P-4569由脊椎椎体和后肢组成，出土于瓜達盧佩縣上三叠统諾利階的牛峽谷組。阿德里安·亨特（Adrian Hunt）在其未发表的论文中将模式种命名为克氏卡曼奇龍（"C. kuesi"），但该名称从未被采用，并于2007年对被认为属于恐龙的北美晚三叠世材料的重新描述（内斯比特、厄米斯和帕克，2007年）中首次在科学文献中提及。作者在重新描述中发现，这些材料“疑似属于分類不明的蜥臀目恐龍”。

### 隐暴龙
隐暴龙（"Cryptotyrannus"，意为“神秘的／隐藏的暴君”）又称默察特维尔的暴龙超科（"Merchantville tyrannosauroid"），是特拉华州晚白垩世默察特维尔组发现的一种暴龙超科兽脚类恐龙的非正式名称。它被发现是伤龙的姐妹群，其存在令伤龙科得到恢复。
已发现两件标本（均在20世纪70年代发现），即正模标本YPM VPPU.021795和副模标本YPM VPPU.022416（尽管相似的颜色和风化状况表明两者可能是同一个体），由部分脚骨、一节尾椎及手爪组成。脚部类似暴龙超科，形态也和伤龙极为相似，与后者的唯一区别即第四跖骨更为纤细，在近端图中具有三角形轮廓而非亚矩形轮廓。正模标本也曾一度暂时归入“古空骨龙”。
正模标本上存在鲨鱼咬痕，可能是其残缺不全的原因。

## D

### 大衝龍
大衝龍（"Dachongosaurus"）是種未描述的蜥脚类恐龙，生存于早侏罗世的中国。该属是从云南下禄丰统（锡内穆阶）暗红岩层（Dark Red Beds）中发现的至少一具部分连接的骨骼化石获知。大冲龙可能属于鲸龙科，“模式种”云南大衝龍（"Dachongosaurus yunnanensis"）由赵喜进于1985年命名。属名的另一种拼法是“Dachungosaurus”。“大冲龙”与赵喜进在1985和1983年创造的其它非正式名称一样，此后没有任何描述发表，而这些遗骸可能已被重新命名。

### 達瑪拉龍
達瑪拉龍（"Damalasaurus"，意為“達瑪拉蜥蜴”）是种早侏羅世植食性恐龍的非正式名称，属于蜥脚下目，但在该类群中的确切位置尚不清楚。包括肋骨在内的达玛拉龙化石皆发现于西藏大冶群中段。归入本属的物种包括寬肋達瑪拉龍（"Damalasaurus laticostalis"）和大達瑪拉龍（"D. magnus"），尽管两者可能属于同一物种。

### 东生龙
东生龙（"Dongshengosaurus"）是中国辽宁省早白垩世（巴列姆阶至阿普第阶）义县组一种禽龙类的非正式名称。拟议的模式种是中国东生龙（"D. sinensis"），在潘睿2009年的硕士论文中首次命名。“正模标本”IVPP V13290是一具近乎完整的幼龙骨骼。

### 杜贝纳拉因龙

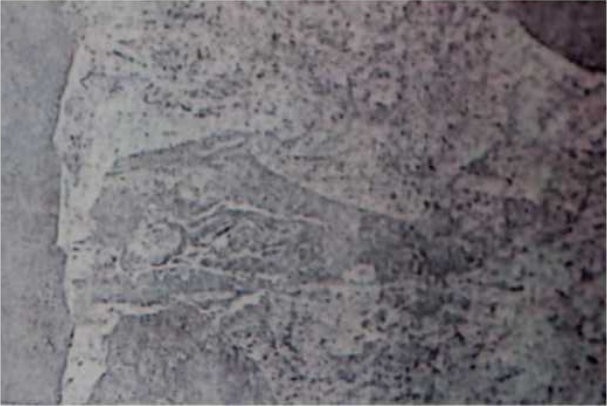
拟定的“萨氏杜贝纳拉因龙”正模标本，摄于1946年

杜贝纳拉因龙（"Dubeynarainsaurus"）为马尔卡尼（2025年）在知名掠夺性出版商美国科研出版社旗下期刊中为印度拉米塔组发现的一种兽脚类恐龙提出的非正式属。据称拟用的正模标本是一块带有牙齿的不完整齿骨，由杜贝（V. S. Dubey）和纳拉因（K. Narain）于1944年收集（属名的词源）。提出的模式种为萨氏杜贝纳拉因龙（"Dubeynarainsaurus sahni"）。该标本原于1946年鉴定为翼龙颌骨，马尔卡尼则将其重新归入西北阿根廷龙科兽脚类。

### 杜兰特角龙
杜兰特角龙（"Duranteceratops"）据称是来自地狱溪组的角龍科開角龍亞科新分类单元。2012年报道称，一个名叫约翰·卡特（John Carter）的业余化石猎人在南达科他州发现一只与三角龙不同的角龍科顱骨。尽管尚未命名，但根据《史前时代》（Prehistoric Times）2017年春季第121期报道，该标本将被命名为“杜兰特角龙”。

## E

### 越前龙
越前龙（"Echizensaurus"）是种非正式命名的鸟臀目恐龙，生存于白垩纪晚期，化石发现于日本越前市。古生物学家邢立达将其归为地位未定的角龙类。

### EK伤齿龙科

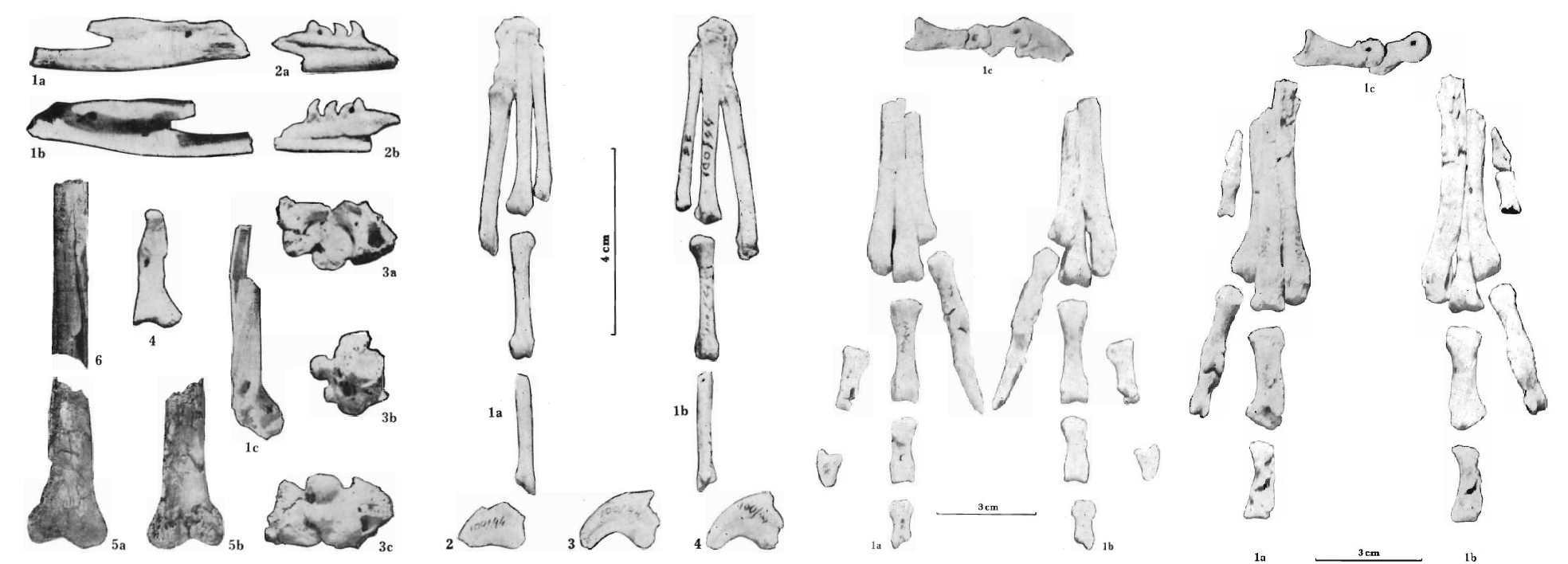
SPS 100/44的已知材料

EK伤齿龙科（"EK troodontid"，标本编号：SPS 100/44）是蒙古发现的未命名伤齿龙科恐龙，因化石发现于早白垩世沉积物，故在学术文献中称作“EK伤齿龙科。SPS 100/44是谢尔盖·库尔扎诺夫在1979年的苏蒙联合古生物考察期间发现，出土于蒙古人民共和国东戈壁省（戈壁沙漠东南部）哈马林乌斯地区（Khamareen Us locality）巴伦巴亚斯卡亚组（Barunbayaskaya Svita）的沉积物中，由瑞钦·巴思钵和同事于1987年首次描述。
化石遗骸是一具不完整的骨骼，由脑壳、下颌骨下侧后部、一块有牙齿的上颌骨碎片、五节颈椎（疑似为第2至第6节）、关节连接且带有部分半月板的右手、左手第一指第一块指骨、左股骨远端及零散的双足骨骼组成。巴思钵指出，与其它已知伤齿龙科相比，该标本体型较小且来自较古老的沉积物，但颅骨某些特征可能表明它是只幼龙。巴思钵还指出，颅骨高度融合和不寻常的足部形态也表明，它可能是一个未知分类单元的成体。由于标本不够完整，不能排除是某种已知伤齿龙科幼龙的可能，因此巴思钵采取保守立场，未给此标本命名。他还指出，SPS 100/44关节自然连接的手部并未显示出相应第三指的迹象，正如罗素和瑟金于1982年就伤齿龙所提出的那样。2007年，特纳和同事发现“EK伤齿龙类”是伤齿龙科一个独特的基干属，与金凤鸟及更多衍生伤齿龙科构成的演化支共处多分支中。

### 始装甲龙
始装甲龙（"Eoplophysis"）是分布于英国中侏罗世石灰质砂层组、夏普山组和奇平诺顿组的一种剑龙类恐龙，最初由德国著名古生物学家弗里德里希·冯·休尼命名为古老膀龙（Omosaurus vetustus）。正模标本OUM J.14000是一根2英尺（61）长的右股骨，属于幼年个体，发现于英国牛津郡中侏罗世（晚巴通期）的石灰质砂层组，尽管从风蚀状况来看疑似是从略古老的大理石森林组再沉积并移至此处。由于膀龙后来更名为锐龙，因此古老膀龙亦于1964年更名为古老锐龙（Dacentrurus vetustus）。20世纪80年代，彼得·加尔冬检查了英国巴通期所有已知剑龙类材料，并得出结论认为古老膀龙是有效种，且应暂时归类于勒苏维斯龙。然而后续所有剑龙类分析均视之为疑名。蘇珊娜·梅德曼特等人在剑龙类研究中指出OUM J.14000与蜥脚类和剑龙类均有相同特征，但缺乏剑龙类独有的共有衍征，并将其归为恐龙未定属。尽管如此，业余古生物学家罗曼·乌兰斯基仍为“古老膀龙”创建了新属名“始装甲龙”（意为“黎明装甲外形”），并指出股骨与其它剑龙类的不同之处。

### 真工部龍

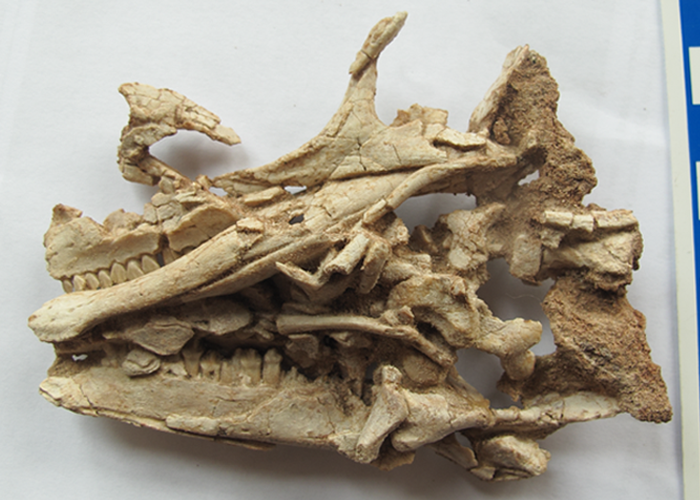
“真工部龙”颅骨IVPP 14559

真工部龍（"Eugongbusaurus"）是中国新疆牛津阶石树沟组一种新鸟臀类恐龙的非正式名称。拟定的模式种五彩湾工部龙（"Gongbusaurus" wucaiwanensis）由董枝明于1989年根据两具不完整的骨骼描述为所知甚少的“牙齿分类单元”工部龙属的第二个种。新种正模标本IVPP 8302为不完整的破碎骨骼，包含部分下颌骨、三节尾椎及部分后肢。第二件标本IVPP 8303由两节骶椎、八节尾椎及两条完整后肢组成。董枝明估计其长约1.3至1.5（4.3至4.9英尺），并认为它是一只强壮擅奔走的动物。他将工部龙属归入小型植食性双足恐龙组成的并系群棱齿龙科。鉴于恐龙牙齿一般没有足够独特特征来定属，其他古生物学家建议将五彩湾种移出公部龙并建立新属。可能的替代名称“真公部龙”意外泄露，目前仍然为非正式名称。

## F

### 芬迪龙
芬迪龙（"Fendusaurus"）或译芬杜龙，是费达克（2006年）为标本FGM 998GF13-II（包含一个颅骨）提出的论文名。归入“芬杜龙”的其它标本包括FGM998GF13-I、FGM998GF13-III、FGM998GF69、FGM998GF9和FGM998GF18，皆由普林斯顿大学的一个小组发现。所有标本均含有股骨和乌喙骨，虽然彼此特征略有差异，但可能是由种内变异造成。“芬迪龙”已知标本之前曾归入砂龙近似种（cf. Ammosaurus）。股骨和喙骨亦有助于鉴别不同个体，标本描述者蒂莫西·费达克（Timothy J. Fedak）发现每块石板均代表大约一具个体。“芬迪龙”发现于新斯科舍沃森布拉夫早侏罗世（赫塘期）的麦考伊溪组，是从新斯科舍发现的首个非鸟恐龙。由于五件“芬迪龙”标本皆出自麦考伊溪组，因此该地层是北美原蜥脚类最丰富的区域。该地层也类似于北美和亚洲的其它地层，因为它缺乏目前归类于近蜥龙的任何遗骸。费达克将“芬迪龙”归入大椎龙科。
“芬迪龙”标本包括大部分压碎的椎骨及肢骨。该属可根据髂骨及骶骨形态与近蜥龙区分。然而某些“芬迪龙”标本中的股骨与喙骨形态差异巨大，费达克据此推测遗骸中可能存在不止一个物种。据费达克称，“芬迪龙”可根据伸长的颈椎、四节椎骶包含一节背骶和一节尾骶、髂骨中延长的髋臼后突及扩张的胫骨前远侧突与所有蜥脚类近亲区分开来。

### 费尔干纳剑龙
費爾干納劍龍（"Ferganastegos"）是吉尔吉斯斯坦中侏罗世费尔干纳盆地（卡洛夫期）巴拉班塞组发现的一种存疑的剑龙类。“正模标本”IGB 001由四节前段背椎组成。尽管阿韦里亚诺夫等人未考虑椎骨对属的鉴别意义，但俄罗斯恐龙爱好者兼业余古生物学家罗曼·乌兰斯基认为，IGB 001与其他剑龙类之间的差异足以证明卡洛夫費爾干納劍龍（"Ferganastegos callovicus"，意为费尔干纳盆地卡洛夫期的屋顶）的有效性，尽管他实际上并未亲自检查这些材料。其他研究者称该材料不具鉴别性，因此该属是个疑名。

### 铁躯龙
铁躯龙（"Ferropectis"）是得克萨斯州晚白垩世（森诺曼阶）鹰滩群的一种结节龙科甲龙类恐龙，由马特·克莱蒙（Matt Clemens）在2018年的一篇论文中非正式命名。拟定的模式种是布氏铁躯龙（"Ferropectis brysorum"），系统发育分析将其恢复为北方盾龙的姐妹群，位于一个由匈牙利龙、欧洲盾龙和爪爪龙形成的演化支中。

### 法国波塞东龙

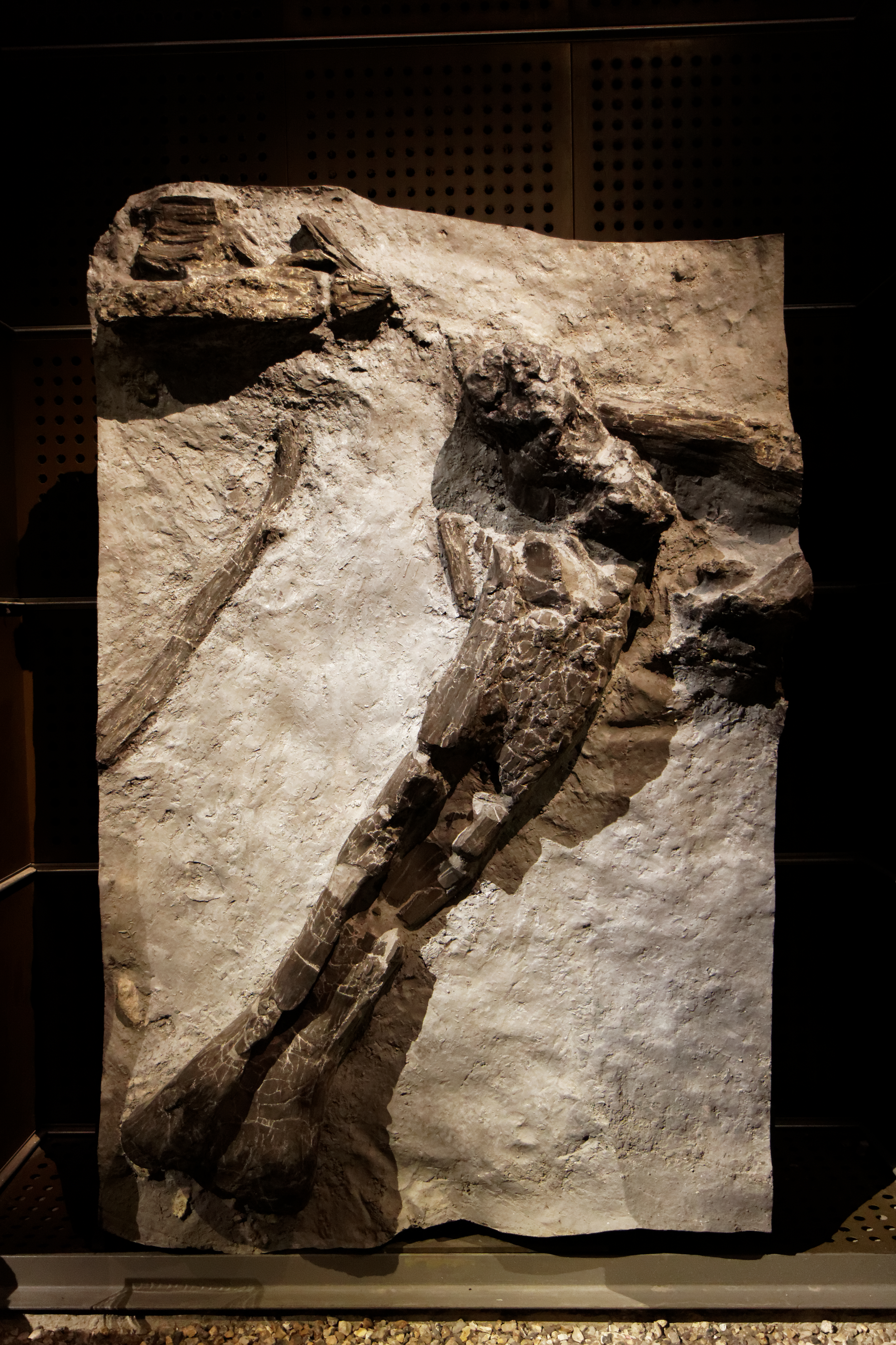
“法国波塞东龙”的股骨、椎骨及一根肋骨

法国波塞东龙（"Francoposeidon"，意为“法国地震之神”）是法国昂雅克夏朗德早白垩世（豪特里维阶）昂雅克夏朗德骨层一种未描述的图里亚龙类蜥脚下目恐龙的非正式名称。拟定的“模式种”是夏朗德法国波塞东龙（"F. charantensis"），遗骸由脑壳、颅骨、牙齿、颈椎、背椎和尾椎、人字骨、骨盆及全部四肢骨骼组成，属于至少7具个体。股骨长度测为2.35（7.7英尺）（± 0.5（1.6英尺））左右，使法国波塞东龙成为已知最大的欧洲蜥脚类之一。

### 雙葉龍
双叶龙（"Futabasaurus"）是种晚白垩世日本兽脚类恐龙的非正式名称，仅从科尼亚克期双叶群芦沢组发现的一根宽约56（2.2英寸）的不完整胫骨获知。“双叶龙”最大可能长到约2（6.6英尺）长。“双叶龙”由长谷川等人（1987年）以“フタバサウルス（Futaba-ryu）”之名首次提及，而“Futabasaurus”一词则是由大卫·兰伯特（David Lambert）于1990年创造，是对该恐龙日文昵称的转写。董枝明与合著者简要讨论了这根胫骨化石，并发布一张照片。他们认为这块骨头属于一种分类不明的暴龙科。若此标本最终被正式描述命名，则需再取一个属名，因为“雙葉龍”这个名字已用于命名蛇颈龙类的一个属。

## G

### 苦龍

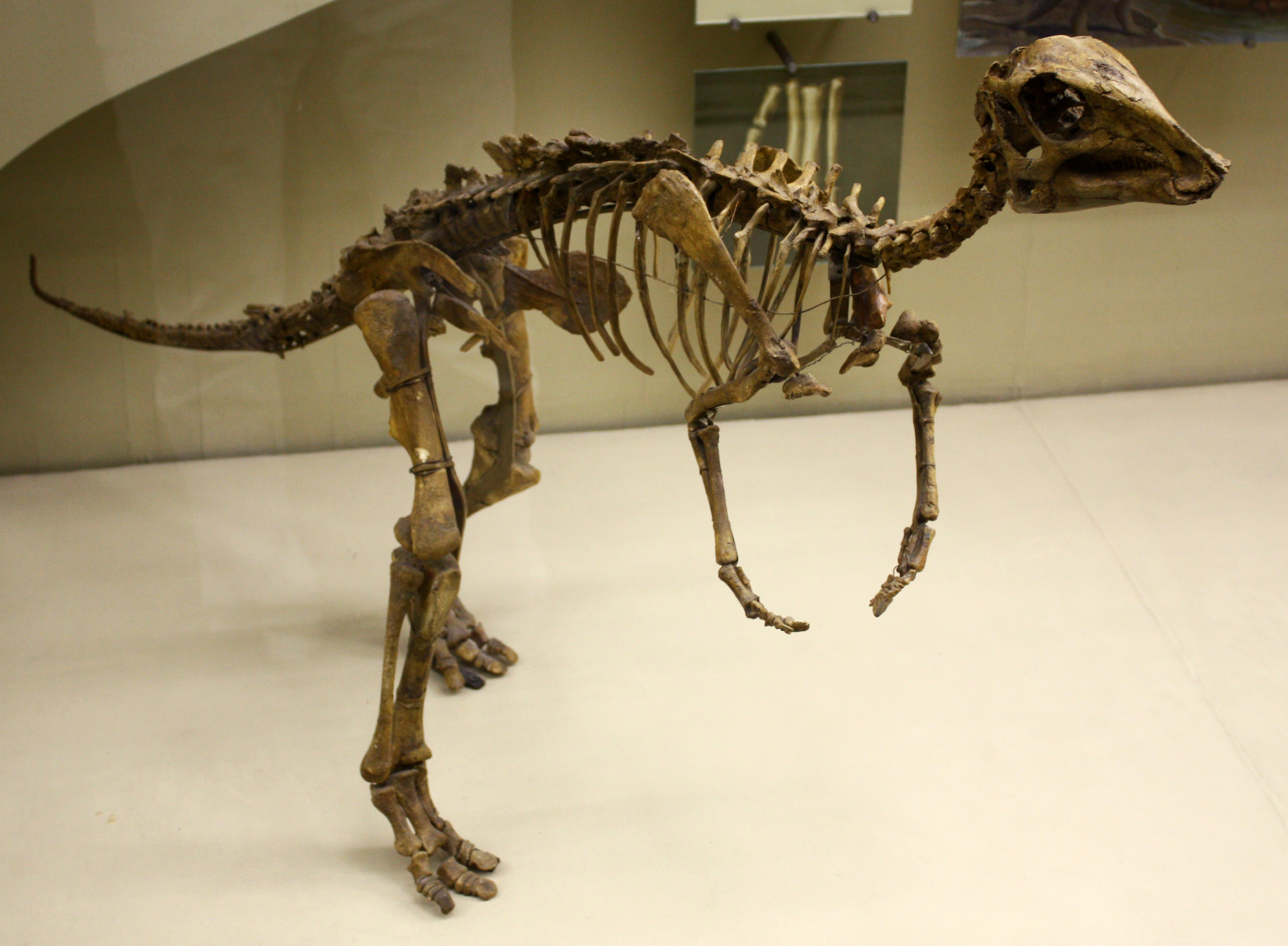
“苦龍”骨骼模型

苦龍（"Gadolosaurus"）指蒙古拜申察夫（Baishan Tsav）巴彦思楞组发现的一件未命名幼年鸭嘴龙超科标本PIN no. 3458/5。日本古生物学家斋藤恒正（Tsunemasa Saito）在其1979年出版的书中于标本照片标题中首次使用该名称。该标本代表一只长约1（3英尺3英寸）的个体，是苏联在日本举办的化石展览的展品之一。“苦龙”一名显然源自西里尔语言gadrosavr或hadrosaur的日语拼音翻译，俄羅斯人从未想过要建立一个新属名。
虽然“苦龙”只是gadrosavr的误译，却以各种称呼出现在许多流行恐龙书籍中。唐诺·葛勒特在1982年的报告中说，“苦龙”要么属于禽龍類，要么属于鸭嘴龙類，坐骨上没有隆起（即缺乏有隆起賴氏龍亞科特征），并认为其可能是某个已命名属如譚氏龍或山东龙的幼龙。大卫·兰伯特于1983年将其归入禽龙类，但到1990年时改变了观点，因为当时“苦龙”被列为阿斯坦龙的异名而不予置评。大衛·諾曼和漢斯·戴爾特·蘇伊士可能在2000年出版的一本关于蒙古和前苏联中生代爬行动物的书中提及这种动物但没有命名。这件20世纪70年代苏联蒙古联合考察期间發現的化石材料出自拜申察夫森諾曼期的巴彥思楞組，并在俄羅斯科學院中列為阿斯坦龙。
阿韦里亚诺夫、洛帕丁和朝格特巴塔尔于2022年对该标本及其分类位置进行初步描述，发现其可能代表一个新分类单元的幼龙。该分类单元是同期鸭嘴龙超科戈壁鸭龙的近亲但较之更为衍生。

### 蒙古似鸡龙

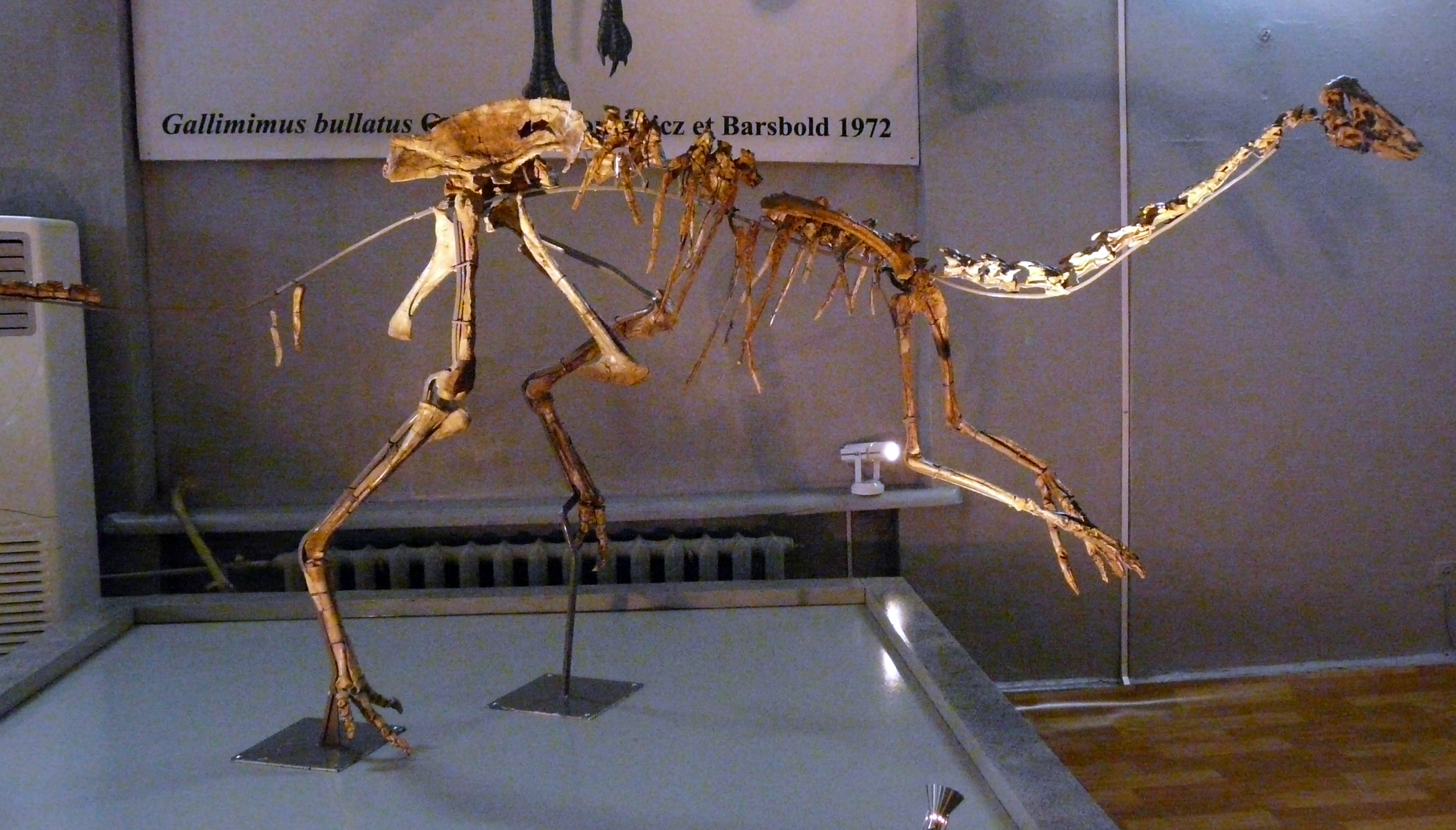
“蒙古似鸡龙”化石

蒙古似鸡龙（"Gallimimus mongoliensis"）是瑞钦·巴思钵为巴彦思楞组发现的一具接近完整的骨骼（IGM 100/14）创建的非正式名称，但自从发现其与似鸡龙在某些特征上的差异后，小林快次和巴思钵于2006提出其可能属于一个新属。一项涵盖蒙古似鸡龙的系统发育分析发现它是似多多鸟龙的近亲。

### 地调龙
地调龙（"Gspsaurus"）是种来自巴基斯坦苏莱曼盆地晚白垩世帕布组維達格里段的泰坦巨龙类蜥脚下目恐龙。模式种是巴基斯坦地调龙（"Gspsaurus pakistani"），遗骸由颅骨和颅后骨骼组成。同样由马尔卡尼命名的无效分类单元穆真龙被视为其异名。
拟定的正模标本MSM-79-19及MSM-80-19均发现于2001年，由含有喙骨的部分颅骨组成，其中一部分最初归入杰氏马里龙。

### 似鶴龍
似鹤龙（"Grusimimus"／"Tsurumimus"）是蒙古早白垩世（豪特里維期至巴列姆期）希奈庫達組发现的一种未描述似鸟龍科的非正式名称。除颅骨之外的所有骨骼均已发现。“似鹤龙”由瑞欽·巴思鉢于1997年命名，他还建议将种名取为“tsuru”。该标本（GIN 960910KD）于1996年发现，巴思鉢提出非正式名称之前对其进行了检查。2002年，小林快次和巴思鉢发表了关于该分类群的摘要和演化树，前者发表了一篇关于该标本的论文（称为“似鳥龍類未定屬”），并发现该分类单元在種系發生学上是似鳥身女妖龍的近亲，但可能更為衍生。近期系统发育分析发现“似鹤龙”与北山龙和似鹅龙近缘。

## H

### 罕烏拉龍
罕烏拉龍（"Hanwulosaurus"）是种未描述的晚白垩世恐龙的非正式名称。“罕乌拉龙”是种长约9（30英尺）的甲龙類，对甲龙類来说是相当長的。其化石发现于中国内蒙，现已出土大部分骨骼，包括完整的颅骨、椎骨、肋骨、肩胛骨、尺骨、股骨、胫骨和裝甲。早期报道称“罕乌拉龙”可能是亚洲迄今发现的最完整甲龍类骨骼。研究过它的赵喜進认为其可能属于甲龍类的一個演化支。该名称首次出现在2001年的新闻报道中。

### 奥特穆卢耶的蜥脚类
奥特穆卢耶的蜥脚类（"Haute Moulouya Sauropod"）即标本NHMUK PV R36834，由摩洛哥中部奥特穆卢耶盆地（Haute Moulouya Basin）下侏罗统沉积物中发现的两节完整颈椎组成。这些材料最初被鉴定为属于真蜥脚类早期成员，如此则为该类群最古老的成员。之前发现的其它材料SNSB-BSPG 2014 I 106由背椎及一块耻骨碎片组成。近期一项研究提出，两件标本属于同一分类单元且疑似来自一处更高的层位（可能为普林斯巴期），并代表一种与杏齿龙近缘的有效的较原始分类单元。另一项分析仍视之为真蜥脚类，并与巨脚龙共处多分支中。

### 黑龍江龍
黑龍江龍（"Heilongjiangosaurus"，意為“黑龙江的蜥蜴”）是种未描述晚白垩世鸭嘴龙科的非正式名称，可能屬於賴氏龍亞科，甚至实际上与卡戎龍是同种动物。其化石出自黑龙江省的马斯特里赫特阶岩層。目前尚不清楚该裸名是根據什么材料所建立，但可能与1983年出版的一本非正式出版物中命名的“嘉蔭滿州龍”（"Mandschurosaurus" jiainensis）有关。
“模式种”为嘉蔭黑龍江龍（"H. jiayinensis"），于2001年出现在一份动物区系名录中。

### 廣野龍
廣野龍（"Hironosaurus"，意为“廣野的蜥蜴”）是种未描述的晚白垩世恐龍的非正式名稱，化石发现于日本福岛县廣野町。“广野龙”可能属于鸭嘴龙科，但尚未确认属于哪个亚科。其化石相当零碎，由牙齿和疑似来自尾部的椎骨组成。由于这些化石从未在学术文献中完整描述过，“广野龙”被认为是一个無資格名稱。Hisa于1988年在一篇鲜为人知的文献中首次提及该属，后来大卫·兰伯特（1990年）将其推广给更多读者。董枝明、長谷川善和与东洋一认为这种动物属于鸭嘴龙科，但缺乏任何特征来进行更精确的鉴定，因此无法确定分类。

### 久野濱龍
久野濱龍（"Hisanohamasaurus"，意為“久野濱的蜥蜴”）是种未描述的晚白垩世恐龙的非正式名称。这個僅发现了几颗牙齒的無資格名稱最早出现于大卫·兰伯特1990年出版的一本恐龙书籍中。其最初被鉴定屬於梁龍科，后来又重新鉴定为属于一种类似納摩蓋吐龍的納摩蓋吐龍科。顾名思义，该属化石发现于日本，地点为福岛磐城市的一部分。

### 休恩登的蜥脚类
休恩登的蜥脚类（"Hughenden sauropod"）是澳大利亚早白垩世（阿普第期）图勒巴克组发现的一件巨龙形类标本（QM F6142）的非正式名称。目前不清楚其与上一层的阿拉鲁组发现的澳洲龙是否为同种动物。

## I

### 伊姆兰汗圣龙
伊姆兰汗圣龙（"Ikqaumishan"）是泰坦巨龙类恐龙非正式命名的一个属，来自巴基斯坦晚白垩世（马斯特里赫特阶）维达格里组，由马尔卡尼（2023年）在知名掠夺性出版商美国科研出版社旗下期刊上描述。归入的化石材料包括许多肱骨，附近发现的尾椎及皮内成骨可能也属于该物种。拟定的模式种为沙穆库雷希伊姆兰汗圣龙（"Ikqaumishan smqureshi"）。

### 伊姆兰汗龙
伊姆兰汗龙（"Imrankhanhero"）是泰坦巨龙类恐龙非正式命名的一个属，来自巴基斯坦晚白垩世（马斯特里赫特阶）维达格里组，由马尔卡尼（2023年）在知名掠夺性出版物美国科研出版社旗下期刊上描述。归入的化石材料包括一个肱骨、一个股骨、腓骨、一个胫骨及一个跖骨。附近发现的尾椎可能也属于该物种。拟定的模式种为齐法氏伊姆兰汗龙（"Imrankhanhero zilefatmi"）。

### 伊姆兰汗王龙
伊姆兰汗王龙（"Imrankhanshaheen"）是泰坦巨龙类恐龙非正式命名的一个属，来自巴基斯坦晚白垩世（马斯特里赫特阶）维达格里组，由马尔卡尼（2024年）在知名掠夺性出版商美国科研出版社旗下期刊上描述。拟定的正模标本包括一个脑壳、椎骨、一个肱骨、尺骨、一个桡骨、掌骨、一个胫骨、腓骨、肋骨、骨盆及皮内成骨。拟定的模式种是布氏伊姆兰汗王龙（"Imrankhanshaheen masoombushrai"）。

## J

### 热河盗龙
热河盗龙（"Jeholraptor"）是格雷戈里·保罗于2024年在《普林斯顿恐龙大图鉴》第三版中为小盗龙亚科郝氏中国鸟龙（Sinornithosaurus haoiana）取的非正式替换名，因此产生新组合郝氏热河盗龙（"Jeholraptor" haoiana）。郝氏中国鸟龙化石发现于中国早白垩世（巴列姆阶）的上义县组。该标本近乎完整，长约1.2（3.9英尺）、重约3（6.6磅）。保罗提出，由于方轭骨上的相似性，“热河盗龙”可能是舞龙属的近亲。

### 將軍廟龍
將軍廟龍（"Jiangjunmiaosaurus"）是某匿名作者于1987年为一个疑似單脊龍和中華盜龍的嵌合体而创建的非正式名称。

### 晋地甲龙
晉地甲龍（"Jindipelta"）是中国助马铺组一种甲龙科的非正式名称。该属所知於森諾曼階岩層出土的部分骨骼，拟议的“模式种”是左云晋地甲龙（"J. zouyunensis"）。此名最早是在2019年SVP文摘中與斑龍超科的雲陽龍一起公布。

### 朱莉盗龙

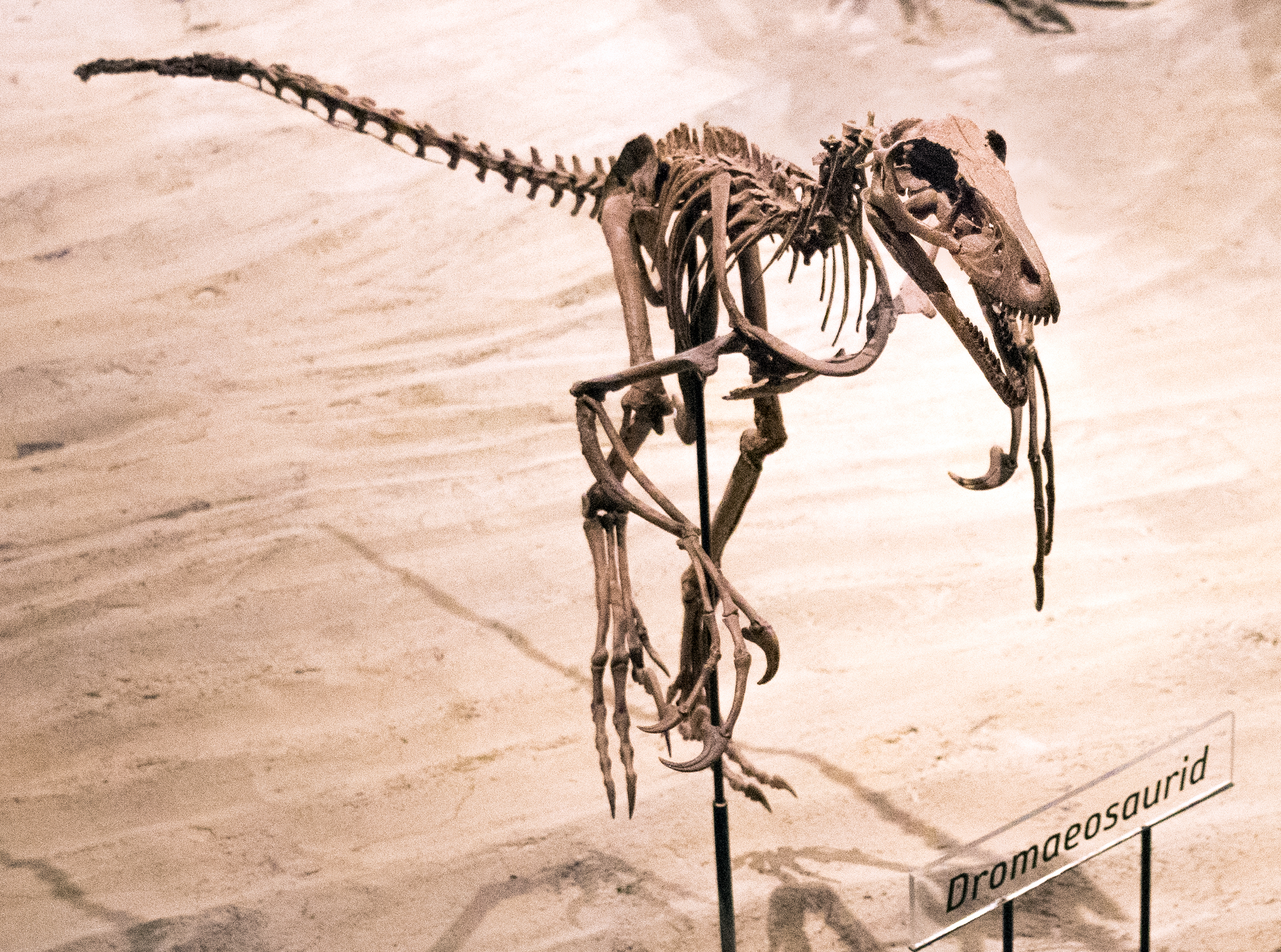
“朱莉盗龙”的骨架模型

朱莉盗龙（"Julieraptor"）是2002年在蒙大拿州发现的一具驰龙科化石的昵称。同一具骸骨的一部分被非法挖掘出来，并被起了“Sid Victious”的绰号。随后，挖掘者因盗窃罪入狱。罗伯特·巴克因此又给这具标本起了“盗窃盗龙”（"Kleptoraptor"）的绰号，这具骨架被安排出售给皇家安大略博物馆。它所知于一件由颅骨（大部分缺失）、大部分尾椎、部分股骨、一些神经棘和颈椎以及一只爪子组成的近乎完整的骨骼，但是脑壳保存完好。

## K

### 加賀龍
加賀龍（"Kagasaurus"，意为“加贺市的蜥蜴”）是种尚未描述的早白垩世恐龙的非正式名称。它是种生存于现今日本的兽脚类，由Hisa于1988年命名，但仅有两颗牙齿发现。“加贺龙”从未被正式描述过，因此被认为是一个无资格名称。与“北谷龙”和胜山龙不同，加贺龙不太可能是福井盗龙的异名，而可能是种驰龙科。

### 胜山龙
胜山龙（"Katsuyamasaurus"）是日本早白垩世（巴列姆期）北谷组一种分类不明的兽脚类的非正式名称，仅从单块尾椎和尺骨所获知。该分类单元曾被非正式地称为“Katsuyama-ryu”，直到大卫·兰伯特（1990年）给它取了“胜山龙”这个无效的属名。舒尔（2000年）认为尾椎属于鸟脚类，奥利舍夫斯基（2000年）则认为该材料是福井盗龙的异名。然而化石中的尺骨与福井盗龙不同，巨大的鹰嘴也表明该分类单元不属于手盗龙形类。

### 汗巨龙
汗巨龙（"Khanazeem"）是泰坦巨龙类蜥脚下目恐龙非正式命名的一个属，来自巴基斯坦晚白垩世维达格里组。正模标本包括部分骨骼，由齿骨和牙齿、尾椎、股骨、肱骨及胫骨组成。拟议的模式种是西莱基斯坦汗巨龙（"Khanazeem saraikistani"），由马尔卡尼（2022年）首次提及。

### 海特兰龙
海特兰龙（"Khetranisaurus"，在一些早期报告中也拼写为“Khateranisaurus”，得名自巴基斯坦的海特兰人，意为“海特兰的蜥蜴”）是泰坦巨龙类的一个非正式分类单元，化石发现于巴基斯坦俾路支省。拟定的物种是巴尔坎海特兰龙（"K. barkhani"），由马尔卡尼于2006年根据马斯特里赫特期帕布组维达格里段发现的一节尾椎所描述。它与“巴基龙”和“苏莱曼龙”一起被归类于“巴基龙科”，现为泰坦巨龙类的异名。威尔逊、巴雷特和卡拉诺（2020年）视之为无效属。

### 朝鲜龙
朝鲜龙（"Koreanosaurus"，意为“朝鲜的蜥蜴”）为早白垩世（阿普第阶至阿尔布阶）一种尚未描述的恐龙的非正式名称。它很可能是种生存于韩国龟溪洞组的驰龙科（或类似兽脚类），尽管有时也被分类於暴龙科或棱齿龙科。该属由金港墨于1979年根据单个股骨DGBU-78命名。但是到了1993年，金港墨决定将它归类于恐爪龙属的一个物种，并创建非正式名称“朝鲜恐爪龙”（"Deinonychus koreanensis"）。金港墨等人（2005年）后来将根据近侧嵴、轴形后转子及缺乏附属转子及中远嵴而将该标本归入手盗龙类。保存下来的第四转子类似恶灵龙和伶盗龙。

### 克里斯蒂安龙
克里斯蒂安龙（"Kristianasaura"）是瑞典晚白垩世（坎帕阶）克里斯蒂安斯塔德盆地一种纤角龙科角龙类恐龙的非正式名称。拟议的模式种乌格斯穆纳恩克里斯蒂安龙（"K. ugnsmunnarnensis"）于2001年非正式命名，之后在林德格伦等人（2007年）的研究中提及。正模标本由四颗前颌骨牙齿、一颗齿骨牙齿、两节尾椎和右手的一节指骨组成，发现于Åsen和Ullstorp两地。

### 御船熊本龙
御船熊本龙（日语： Kumamoto-mifune-ryu）为1990年从日本九州岛熊本县御船町发现的一块兽脚类跖骨的昵称。该骨骼出土于晚白垩世的御船组，其中还出土了同为裸名的“御船龙”，但两者被认为是不同的动物。

### 昆明龙
昆明龙（"Kunmingosaurus"）是种非正式命名的早侏罗世原始蜥脚类，化石于1954年在中国云南发现，拟定的“模式种”是武定昆明龙（"Kunmingosaurus wudingensis"），由赵喜进于1985年命名。正模标本发现于冯家河组（或下陆丰统），由骨盆、后肢及椎骨材料组成。

## L

### 瀾滄江龍
瀾滄江龍（"Lancanjiangosaurus"，有时也拼写成“Lanchanjiangosaurus”；意为“澜沧江蜥蜴”，得名自中国的澜沧江）是种未描述的中国中侏罗世蜥脚类恐龙的非正式名称。“模式种”扎曲瀾滄江龍（"L. cachuensis"）由赵喜进于1985年命名，但至今仍是一个无资格名称。“澜沧江龙”发现于西藏的达布卡群。

### 李家沟龙
李家沟龙（"Lijiagousaurus"，意为“李家沟的蜥蜴”）是中国四川省一种未命名的晚白垩世植食性禽龙类恐龙的非正式名称，由中国古生物学家欧阳辉所命名，但未经正式描述，因此被视为无资格名称。“李家沟龙”曾在重庆自然历史博物馆的指南中简要提及。“正模标本”由后肢、肩胛骨、坐骨及其它碎片组成。

### 洛帕龙

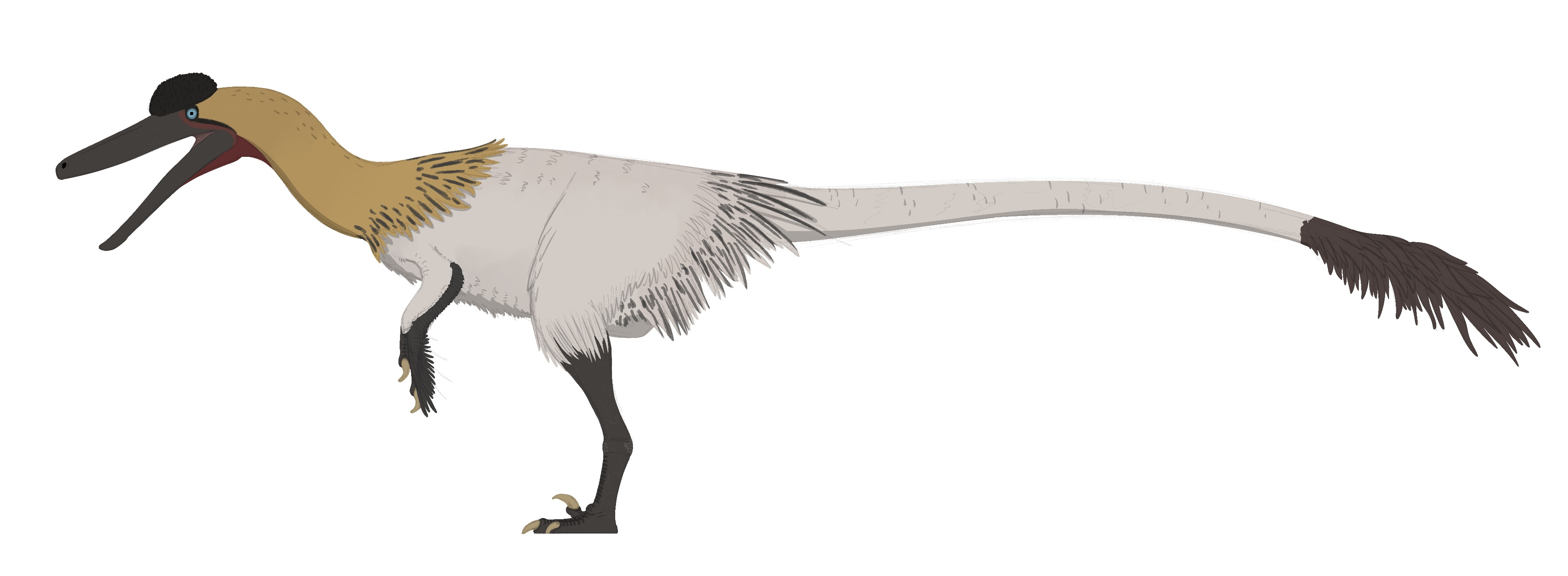
“洛帕龙”复原图

洛帕龙（"Lopasaurus"，意为“阿尔贝托·洛帕”的蜥蜴）是种未描述的驰龙科兽脚类恐龙的非正式名称，因与鹫龙、内乌肯盗龙和彭巴盗龙相似而被认为属于半鸟亚科，化石出自巴西蓬托普莱斯1号遗址（Ponto 1 do Price site）晚白垩世马斯特里赫特阶的玛丽亚组。“正模标本”为部分右跖骨（含第二、第三和第五跖骨），由阿尔贝托·洛帕（Alberto Lopa）在20世纪40年代至60年代期间发现，但该化石在卢埃林·伊弗·普莱斯1980年去世后不久就遗失了。“洛帕龙”在布鲁姆等人对渔龙的叙述中简要提及，并在题为《巴西恐爪龙类的记录》（The record of deinonychosaurians in Brazil）的一节中暂时归类于半鸟亚科。尽管“洛帕龙”和渔龙发现于同一地层，但作者并未将其归入后者。

## M

### 頰齒龍
颊齿龙（"Magulodon"）是种生存于早白垩世（约1.12亿年前的阿普第阶至阿尔布阶）的未描述恐龙的非正式名称。它可能是种鸟臀类，要么属于鸟脚类，要么属于基干角足龙类，化石发现于现在的美国马里兰州。“模式种”米尔柯克颊齿龙（"M. muirkirkensis"）由克兰兹于1996年命名。“颊齿龙”是一个所谓的“牙齿分类单元”，即仅根据牙齿命名；由于缺乏正式描述，因此也是一个无资格名称。在一篇论文中，该属被视为分类不明的标本。论文中提及了该物种拟定的正模标本，但避免使用“颊齿龙”这个名称，以防止分类混乱。

### 马耳他角龙
马耳他角龙（"Maltaceratops"）是蒙大拿州晚白垩世（坎帕阶）朱迪斯河组一种未描述尖角龙亚科角龙类的非正式名称。拟定的模式种是哈氏马耳他角龙（"Maltaceratops hammondorum"），拟定的正模标本可能是一个颅骨。该属之前被称为“马耳他的新分类单元”（"Malta new taxon"）。

### 曼加桓加龙
曼加桓加龙（"Mangahouanga"，命名自同名河流曼加桓加溪，又称特霍厄河）或“琼·威芬的兽脚类”（Joan Wiffen's theropod"）是新西兰塔霍拉组发现的一种兽脚类的非正式名称，化石是单个椎骨，由琼·威芬于1975年发现，发现者当时认为该化石可能属于斑龙科。此椎骨由莫尔纳于1981描述，并由阿格诺林等人于2010年列为分类不明的兽脚类。“曼加桓加龙”一名由莫利纳·佩雷兹和拉腊门迪（2016年）所创，但并未给出种名。命名者估计“曼加桓加龙”长3.5（11英尺）、重130（290磅）。

### 穆真龙
穆真龙（"Maojandino"）是种泰坦巨龙类蜥脚类恐龙，化石发现于巴基斯坦苏莱曼盆地维达格里组的晚白垩世红色泥岩。拟议的模式种是亚兰穆真龙（"Maojandino alami"）。该恐龙与包括海特兰龙、苏莱曼龙、巴基龙、地调龙、西莱基无辜龙和尼克龙在内的其它蜥脚类共享栖息地。

### 马里龙
马里龙（"Marisaurus"，意为“马里的蜥蜴”，得名自巴基斯坦的马里部落）是泰坦巨龙类的一个非正式分类单元，生存于晚白垩世的巴基斯坦俾路支省。“模式种”是杰氏马里龙（"M. jeffi"），由马尔卡尼（2006年）根据马斯特里赫特期帕布组维达格里段发现的尾椎所描述。还有包括部分颅骨、大量椎骨及后肢在内的许多其它材料被归入本属。“马里龙”和“苏莱曼龙”被一起归入“俾路支龙科”，现为萨尔塔龙科的异名。威尔逊、巴雷特和卡拉诺（2010年）视之为无效属。

### 摩洛哥盗龙
摩洛哥盗龙（"Maroccanoraptor"）是摩洛哥卡玛卡玛群一种半鸟亚科兽脚类恐龙的非正式名称。拟议的模式种是埃尔贝格摩洛哥盗龙（"M. elbegiensis"），由辛格（2015年）根据一块乌喙骨描述。后来认为该化石属于鳄型类。

### 健頸龍
健颈龙（"Megacervixosaurus"，意为“巨颈蜥蜴”）是种未描述的晚白垩世植食性恐龙的非正式名称。“健颈龙”是种来自中国的泰坦巨龙类蜥脚下目恐龙。“模式种”是西藏健颈龙（"Megacervixosaurus tibetensis"），由中国古生物学家赵喜进于1985年命名。“健颈龙”从未被正式描述过，至今仍是一个无资格名称。

### 巨侧空龙
巨侧空龙（"Megapleurocoelus"）是摩洛哥卡玛卡玛群一种非正式命名的鞭尾类蜥脚下目恐龙。拟议的模式种是门氏巨侧空龙（"M. menduckii"），由辛格（2015年）首次描述，正模标本JP Cr376是单个背椎椎体。

### 微頭龍
微头龙（"Microcephale"，意为“微型的头”）是晚白垩世一种小型厚头龙类恐龙的非正式名称，也被称为“北美矮小物种”（"North American dwarf species"）。其化石发现于加拿大阿尔伯塔省坎帕阶晚期的恐龙公园组。对这种恐龙的了解并不多，因为其尚未被完全描述，因此是一个无资格名称。“微头龙”化石包含微小的头盖骨，由古生物学家保罗·塞里诺于1997年在一份厚头龙类恐龙列表中首次提及。这些头盖骨的尺寸不到5（2.0英寸）。该属目前未有潜在的种名。

### 微齒龍
微齿龙（"Microdontosaurus"，意为“小齿蜥蜴”）是种尚未描述的中国蜥脚类恐龙，根据西藏中侏罗世达布卡群发现的化石所命名，拟定的模式种是大冶微齿龙（"M. dayensis"）。与赵喜进在1985或1983年创建的其他非正式名称一样，从那时起就没有使用过，可能已命名为其它属。

### 察雅小猎龙
察雅小猎龙（"Microvenator chagyabi"）是中国西藏早白垩世卢拉组一种疑似属于虚骨龙类的未描述兽脚类恐龙的非正式名称。该物种由赵喜进（1985年）所命名，拟定的正模标本由牙齿组成。

### 御船龍
御船龙（"Mifunesaurus"，意为“御船町的蜥蜴”，日语：／ Mifune-ryu）是种未描述的已灭绝非鸟兽脚类恐龙，发现于日本的森诺曼阶岩层。已知化石只有几块骨头，包括胫骨、指骨、跖骨及一颗牙齿。该属由Hisa于1985年命名，但未指定物种。

### 御船角龙
御船角龙（"Mihunekisaurus"，日语：／ Mifune-kiryuu）为日本九州岛熊本县御船町发现的一种疑似角龙科的恐龙。其化石发现于晚白垩世的御船群，其中还出土了同为裸名的“御船龙”等兽脚类。

### 米切尔的鸟脚类
米切尔的鸟脚类（"Mitchell ornithopod"）是俄勒冈州米切尔附近发现的一种鸟脚类恐龙的非正式昵称，是该州首个有记载但并非首次发现的恐龙；一种鸟脚类的骶骨已于19世纪60年代在塞巴斯蒂安角发现并于1994年发掘出来，但直到2019年才被描述。已知骨骼F118B00是一块趾骨（右腿脚部中趾的第三趾骨），于2015年由格雷戈里·雷塔拉克（Gregory Retalack）和其学生在一次年度实地考察中发现，位于阿尔布阶哈兹佩斯组的一层。2021年，格洛瑞亚·卡尔（Gloria Carr）发现另一块疑似属于同种鸟脚类的椎骨。这块骨骼是在地面上发现的，因此无需挖掘，而雷塔拉克立刻意识到它与附近散落的各种海洋生物化石不同。2018年，这块骨骼由雷塔拉克、杰西卡·西奥多（Jessica Theodor）、爱德华·戴维斯（Edward Davis）、萨曼莎·霍普金斯（Samantha Hopkins）、保罗·巴雷特（Paul Barrett）等人所描述。该化石是一具被卷进海洋的臃肿尸体的一部分，很可能来自爱达荷州，尽管后期研究如斯特罗默（2021年）对此表示质疑，并提出它可能是在一场泥石流中沉积下来的。
后来，人们将该骨骼与其它更完整鸟脚类遗骸进行比较，发现“米切尔鸟脚类”的骨骼与鸭嘴龙类和禽龙类最为相似，尽管它很可能是种原始鸟脚类。雷塔拉克认为该骨骼属于一个新属，尽管没有足够遗骸作为该说法的依据。

### 茂师龙

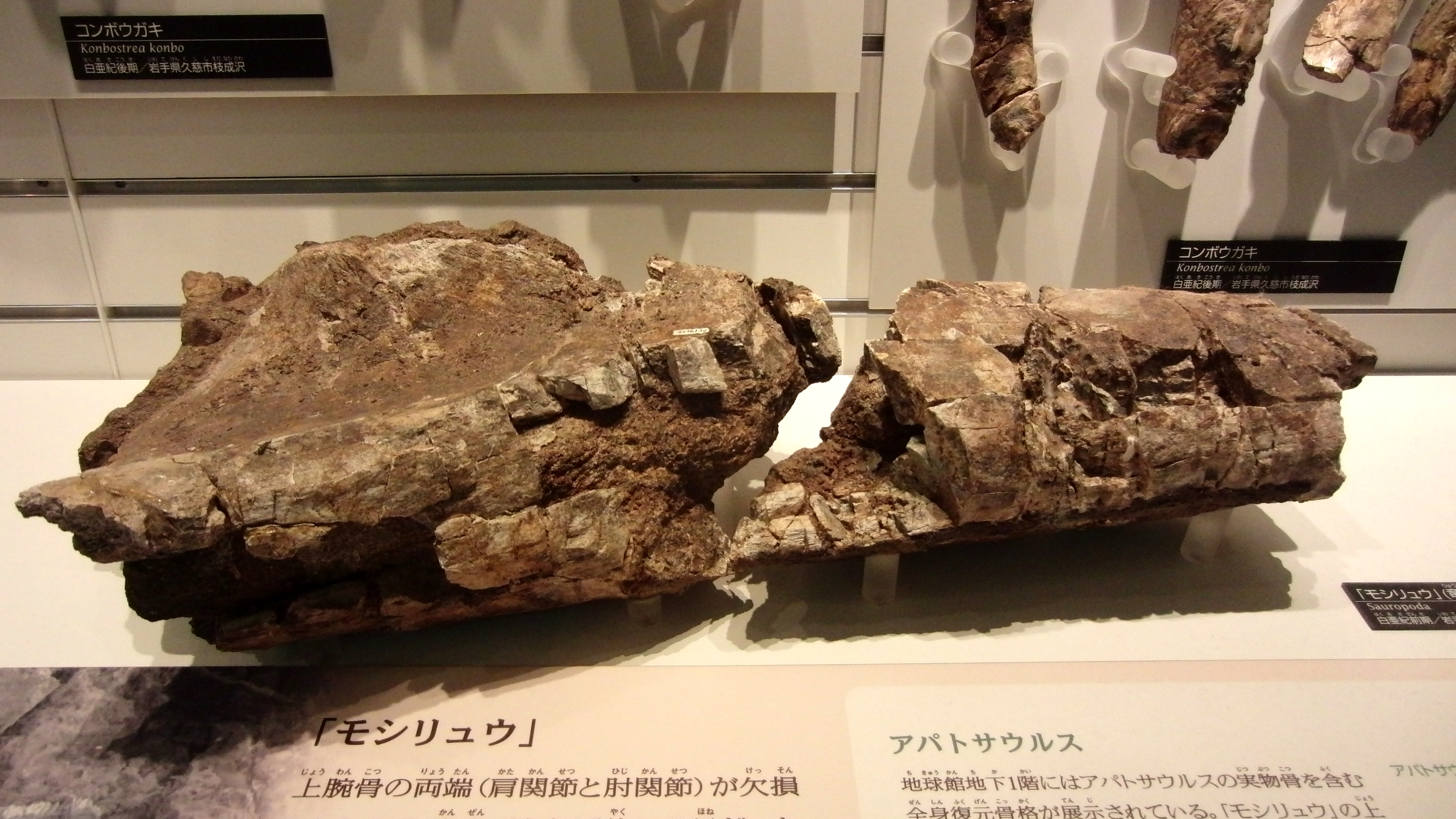
“茂师龙”的肱骨

Hisa在1985年将日本早白垩世宫古群的一件不完整蜥脚类肱骨（NSM PV17656）命名为茂师龙（"Moshisaurus"／"Moshi-ryu"）。董枝明等人（1990年）和长谷川善和等人（1991年）将其归入马门溪龙，但是东洋一与Tomida（1998年）和巴雷特等人（2002年）则将其归入蜥脚下目未定属。

## N

### 牛頓龍

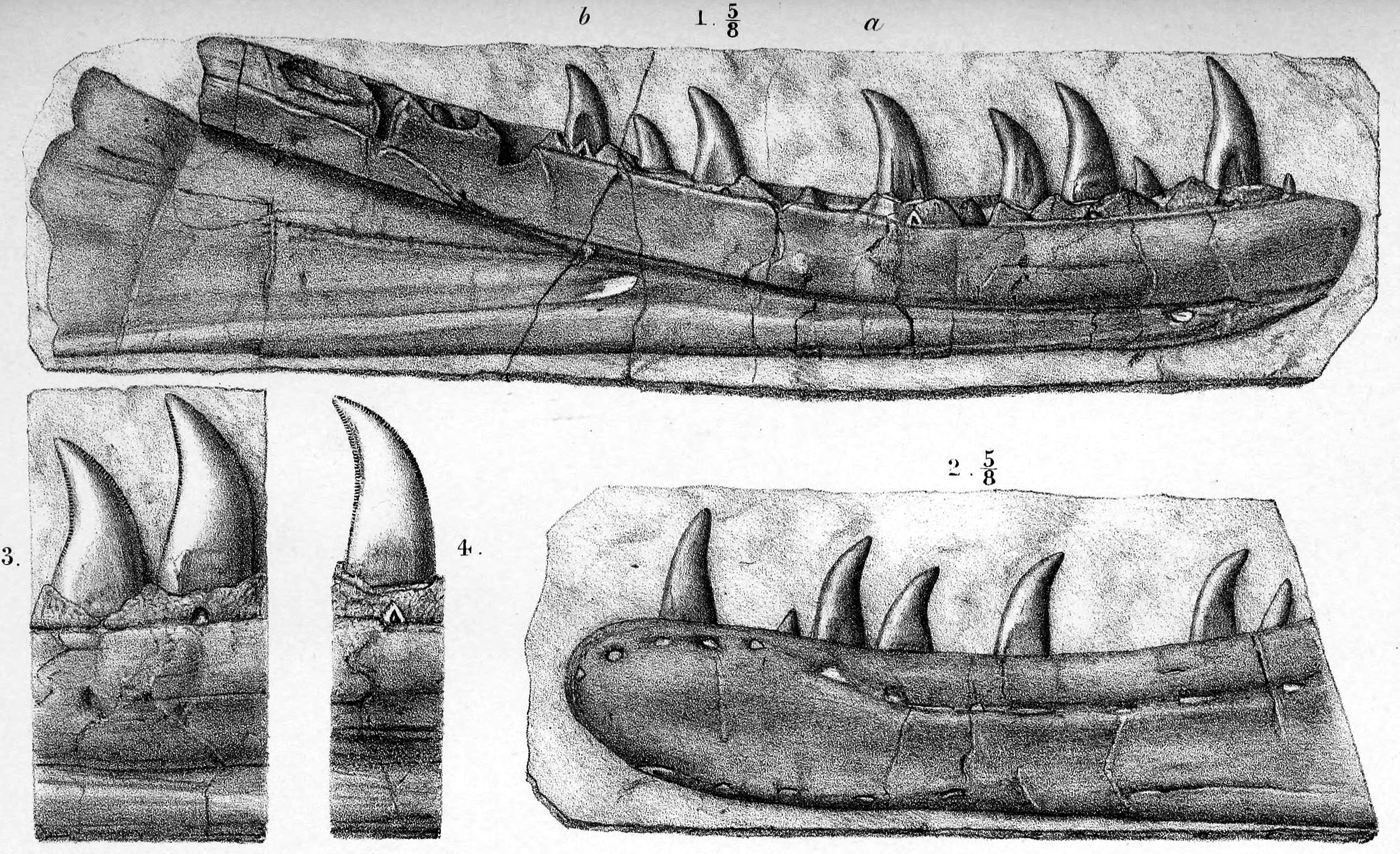
“牛顿龙”齿骨模型的插图

牛顿龙（"Newtonsaurus"）是为兽脚类恐龙的一个物种坎布里亚镰齿龙（Zanclodon cambrensis）所建立的非正式属名。该物种建立于一块于1898年发现于威尔士瑞替阶利斯托克组的齿骨外模即标本BMNH R2912，并由埃德温·图利·牛顿于1899年描述。拉尔夫·莫尔纳于1990年将该分类单元重新分配至斑龙属，随后彼得·加尔冬于1998和2005年亦遵循这一分类。该物种没有鉴别特征，因此被视为疑名，并且因为具有较低的间齿板 和仅拥有一个麦氏软骨槽而被认为是鸟吻类之外的腔骨龙超科兽脚类。也有人认为它可能是另一种分类不明的肉食性主龙类。
牛顿龙由斯蒂芬·皮克林（Stephan Pickering）于1999年命名，属名致敬该物种的描述者。自1999年在私人出版物中出现以来，古生物学家就一直避免使用该名称，尽管坎布里亚镰齿龙（"Zanclodon" cambrensis）或坎布里亚斑龙（"Megalosaurus" cambrensis）等称谓均已用于该分类单元。

### 格西龍
格西龙（"Ngexisaurus"）是中国西藏中侏罗世达布卡群一种疑似属于鸟兽脚类的未描述兽脚类的非正式名称。“模式种”达布卡格西龙（"Ngexisaurus dapukaensis"）由赵喜进于1983年命名。赵喜进（1985年）建立的“格西龙”的一个异名是“达布卡斑龙（"Megalosaurus" dapukaensis），而Fossilworks则更适当地将“达布卡斑龙”列为与“格西龙”不同的斑龙科坚尾龙类。

### 尼克龙
尼克龙（"Nicksaurus"）是巴基斯坦苏莱曼盆地维达格里组晚白垩世红色泥岩中一种非正式命名的泰坦巨龙科蜥脚类恐龙。这种恐龙与包括海特兰龙、苏莱曼龙、巴基龙、地调龙、西莱基无辜龙和穆真龙在内的其它蜥脚类恐龙共享栖息地。拟议物种是拉氏尼克龙（"Nicksaurus razashahi"）。

### 諾爾龍

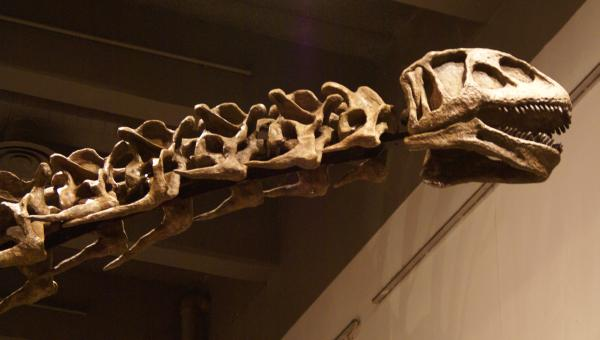
查干诺尔龙头部特写

诺尔龙（"Nurosaurus"，发音Nur-o-saw-rus，意为“诺尔的蜥蜴”）是种一种蜥脚类恐龙的非正式名称。该属所知于一具不完整的巨型骨骸，并由董枝明于1992年描述并命名为查干诺尔龙（"Nurosaurus qaganensis"）。化石发现于内蒙古二连浩特东南65（40英里）处的查干诺尔组。该地层的地质年龄比含鹦鹉嘴龙的固阳群还要早，但仍为早白垩世。该化石发现于剑龙类骨板和肩胛骨旁边。
诺尔龙以左脚第四趾第一个趾骨上的应力性骨折而闻名，这是首个被确认的此类骨折，此后在迷惑龙、重龙、腕龙、圆顶龙和梁龙的趾骨及跖骨上均有发现。

## O

### 小原龙
小原龙（"Oharasisaurus"）是日本早白垩世桑岛组一种未描述的多孔椎龙类蜥脚下目恐龙，可能属于盘足龙科。“小原龙”一名是由莫利纳·佩雷兹和拉腊门迪（2020年）所创。“正模标本”是一颗牙齿，由松冈于2000年首次提及。

### 似奥克龙
似奥克龙（"Orcomimus"，发音为or-coh-MEEM-us）是种生存于6600万年前晚白垩世的未描述恐龙的非正式名称。“似奥克龙”是种生存于今美国南达科他州的似鸟龙科，由迈克尔·特里博尔德（Michael Triebold）于1997年命名，但从未被正式描述过，目前还只是一个无资格名称。“似奥克龙”是种双足兽脚类，但仅有骨盆和后肢被发现。“似奥克龙”被认为是当时似鸟龙类中相对衍生的，尽管这很难从已发现的有限化石中分辨出来。它可能属于地狱溪组中的某种已知似鸟龙类。

### 峨山龙
峨山龙（"Oshanosaurus"，意为“峨山蜥蜴”）是种迄今尚未描述的早侏罗世蜥脚类恐龙，化石发现于中国云南省下陆丰统。拟定的“模式种”杨氏峨山龙（"Oshanosaurus youngi"）由赵喜进于1985年创建。它有时被认为与畸齿龙科有关，这似乎是由于在赵喜进（1985年）的文章中与滇中龙（以前被认为是一种畸齿龙科）的一个物种并置造成的。
“峨山龙”化石由赵喜进于1971年在峨山彝族自治县滇中地区发现。莫利纳·佩雷兹和拉腊门迪在2019年出版的知名图鉴《恐龙大全》（Dinosaur Facts and Figures）中提出该化石属于兽脚类的峨山龙，但未作详细阐述。

### 多孔骨龙
多孔骨龙（"Osteoporosia"）是摩洛哥卡玛卡玛群一种非正式命名的兽脚类，可能属于鲨齿龙科或大盗龙类。“模式种”巨大多孔骨龙（"O. gigantea"）由辛格于2015年首次描述，“正模标本”JP Cr340由一颗牙齿及一块不明骨骼（可能是背椎神经弓）组成。
2019年一份兽脚类动物区系列表将其列为厚顶索伦眼龙的潜在异名。

### 鄂托克龙
鄂托克龙（"Otogosaurus"）是中国内蒙一种非正式命名的蜥脚类。拟议的模式种为萨茹拉鄂托克龙（"Otogosaurus sarulai"），所知于包括一个2.2（7.2英尺）长的胫骨在内的部分颅后遗骸和几个脚印。属名“鄂托克龙”得名自发现地所在的内蒙古鄂托克旗，种小名“萨茹拉”得名自发现化石的女孩。尽管有时被当作一个有效分类单元，并附有对赵（2004年）或赵和谭（2004年）的论文的引用，但学者们尚未找到这样的参考来源，因此，在论文被发现之前，“鄂托克龙”仍是一个非正式的名称。

## P

### 巴基龙
巴基龙（"Pakisaurus"，意为“巴基斯坦的蜥蜴”）是泰坦巨龙类蜥脚类恐龙的一个非正式分类单元，生存于晚白垩世的巴基斯坦俾路支省。拟定的物种是俾路支巴基龙（"P. balochistani"），由马尔卡尼于2016年根据马斯特里赫特阶帕布组维达格里段发现的四节尾尾椎所命名。另有三节尾椎分配至这个物种。作者建立了一个名为“巴基龙科”（Pakisauridae）的分类群，现在为命名更早的泰坦巨龙类的异名。“巴基龙”被视为同样来自巴基斯坦苏莱曼龙和海特兰龙的近亲。威利森、巴雷特和卡拉诺（2011年）在北方耆那龙近似种（Jainosaurus cf. septentrionalis）骨骼的描述中视之为无效属。
马尔卡尼（2019年）将穆里亚夸特安诺卡龙（"Anokhadino mirliaquati"）列为俾路支巴基龙的异名。

### 爪爪甲龙

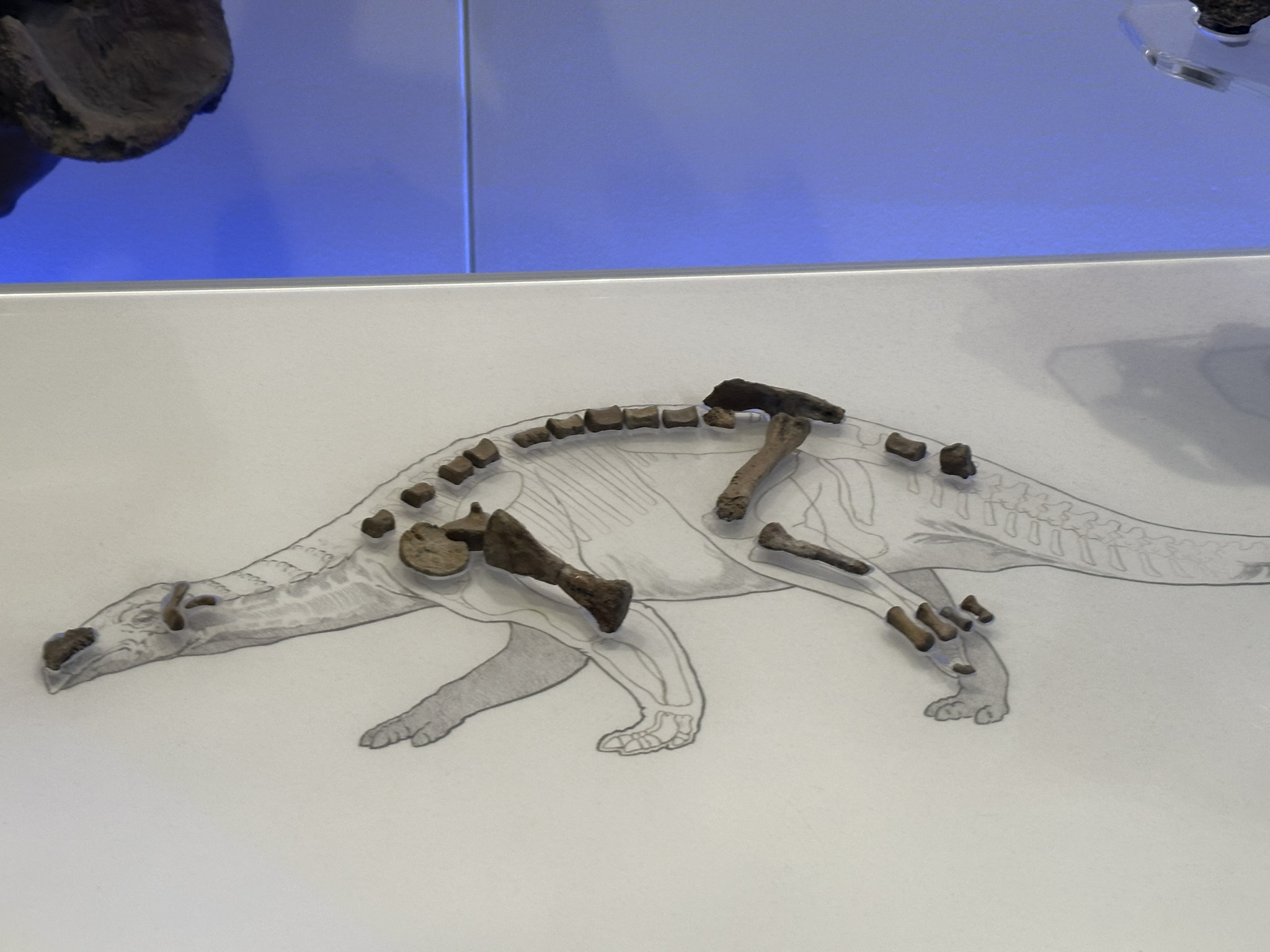
沃斯堡科学与历史博物馆的“爪爪甲龙”标本

爪爪甲龙（"Paw Paw scuteling"）是为1990年在德克萨斯州沃斯堡北部爪爪组发现的一具幼年结节龙科标本取的名称。此标本由化石收藏家约翰·M·莫里斯（John M. Maurice）之子约翰·C·莫里斯（John C. Maurice）发现，为包括三分之一的脊椎、部分颅骨及腿和手臂在内的部分骨骼。它是除爪爪龙与德克萨斯龙外从该地层发现的第三种结节龙科（若前两者是同一物种，则为第二种），也是少数已知的幼年结节龙科标本之一。某些系统发育分析将其恢复成奈厄布拉勒龙的姐妹群。尽管因生存年代及过于零散而分类不明，但系统发育分析经常用它来确定结节龙科其它属的分类关系。

### 坐足龙
坐足龙（"Podischion"）是种非正式命名的鸭嘴龙科，所知于1911年巴纳姆·布朗带领的团队在阿尔伯塔省红鹿河发现的一具骨骼。标本被暂定名为“坐足龙”，直到2010年才在丁格斯和诺瑞尔出版的文献中提及。这件骨骼可能代表了一只亚冠龙个体。

## Q

### 凯克王龙
凯克王龙（"Qaikshaheen"）是泰坦巨龙类恐龙非正式命名的一个属，来自巴基斯坦晚白垩世（马斯特里赫特阶）维达格里组，由马尔卡尼（2023年）在知名掠夺性出版商美国科研出版社旗下期刊上描述。拟议的正模标本包括破碎的颈椎及背椎、部分胸带和骨盆、肱骨、股骨、一个胫骨及腓骨。包括几节椎骨、肋骨、一个肱骨、尺骨、掌骨、跖骨、一个股骨及骨盆带在内的其它骨骼亦被归入该属。拟议的模式种是尼氏凯克王龙（"Qaikshaheen masoomniazi"）。

## R

### 罗纳尔多盗龙

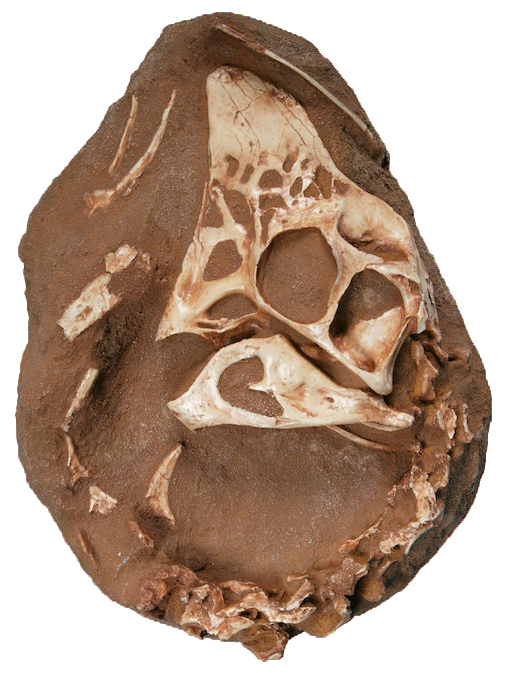
罗纳尔多盗龙化石模型

罗纳尔多盗龙（"Ronaldoraptor"）又称米特拉塔的偷蛋龙类（"Mitrata" Oviraptorid）是种未描述的蒙古偷蛋龙类，已被列为“偷蛋龙未定属”("Oviraptor sp.")。2003年，路易斯·雷在他的《恐龙图鉴：中生代旅行者必备手册》（A Field Guide to Dinosaurs: The Essential Handbook for Travelers in the Mesozoic）一书中首次使用此名称。他在书中画了一幅插图，标题为“罗纳尔多盗龙”。罗纳尔多盗龙可能是奥氏葬火龙的近亲。

### 锄形龙

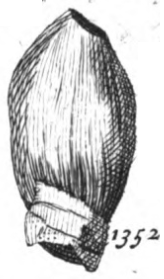
正模标本

锄形龙（"Rutellum"）是一个前林奈式名称，用于称呼一件中侏罗世恐龙标本。它是一种蜥脚类，可能属于鲸龙科，生存于今天的英格兰。标本称为暗示锄形龙（"Rutellum implicatum"），由爱德华·卢德于1699年描述，是被认定为恐龙的最早的命名实体。该属是根据牛津郡威特尼附近卡斯韦尔收集的一颗牙齿所建立。
因为该物种是在1758年（根据ICZN的正式起始日期）之前命名，因此不被认为是一个有效学名。

## S

### 薩維納斯龍

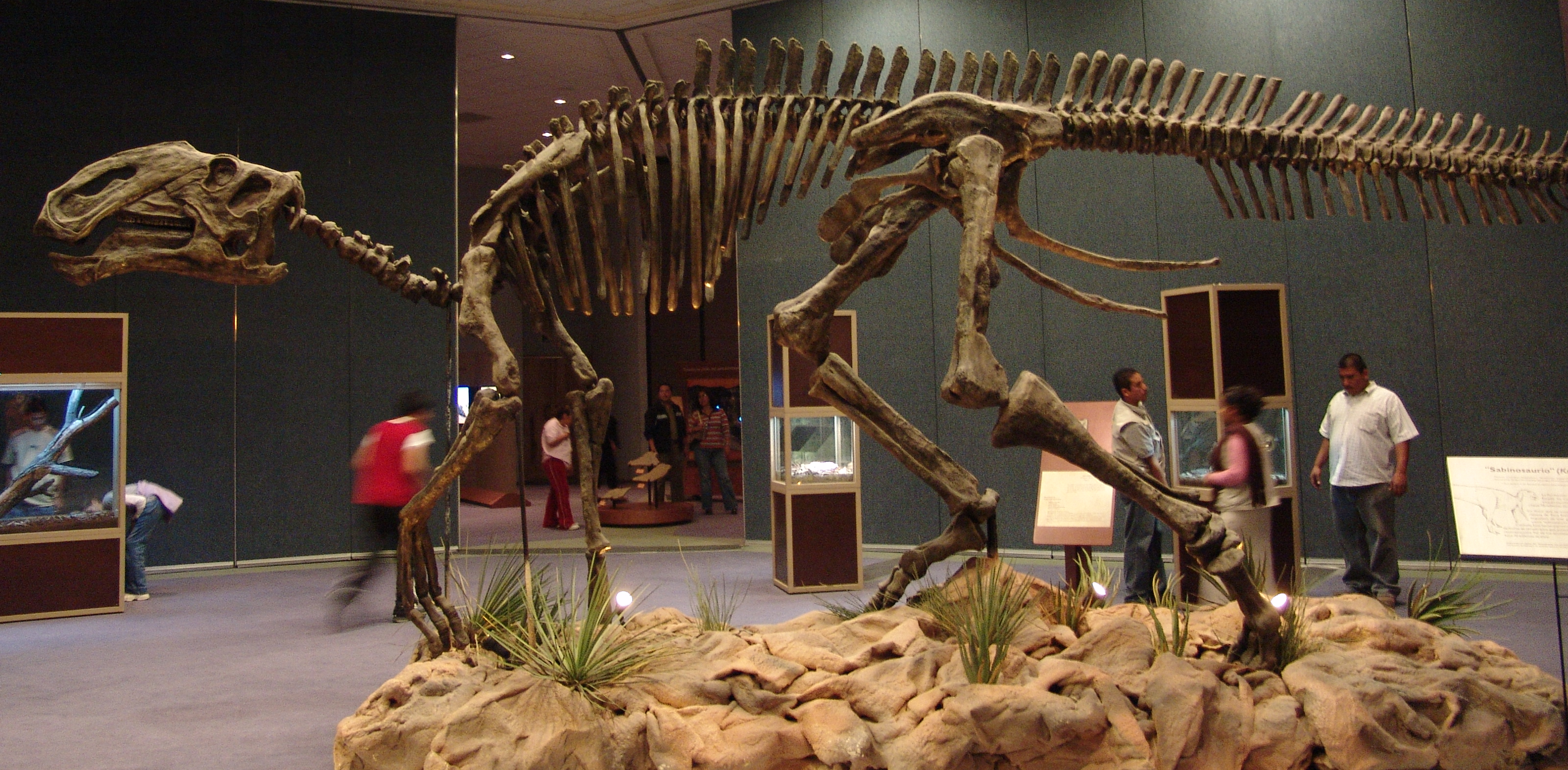
萨维纳斯龙的骨架

萨维纳斯龙（"Sabinosaurus"，亦写作“Sabinosaurio”）是墨西哥萨维纳斯盆地（Sabinas Basin）发现的一具不完整的鸭嘴龙类骨骼即标本PASAC-1的非正式名称。柯克兰等人最初将其描述为分离龙属未定种，普里托·马尔克斯（2014年）则视之为分类不明的栉龙亚科。这具骨骼比其他已知标本大出约20%，长约11米（36英尺），坐骨有明显弯曲，代表已知的最大的北美栉龙亚科。不幸的是，遗骸颅骨上的鼻骨也不完整。

### 萨尔达姆龙
萨尔达姆龙（Saldamosaurus）是一属非正式命名的剑龙科恐龙，所知于俄罗斯西伯利亚早白垩世萨尔达姆组发现的完整脑壳。“模式种”图瓦萨尔达姆龙（"Saldamosaurus tuvensis"）由罗曼·乌兰斯基于2014年命名，但据加尔冬和卡彭特（2016年）称其命名不符合国际动物命名法规的要求，因此是无资格名。

### 似萨尔蒂约龙

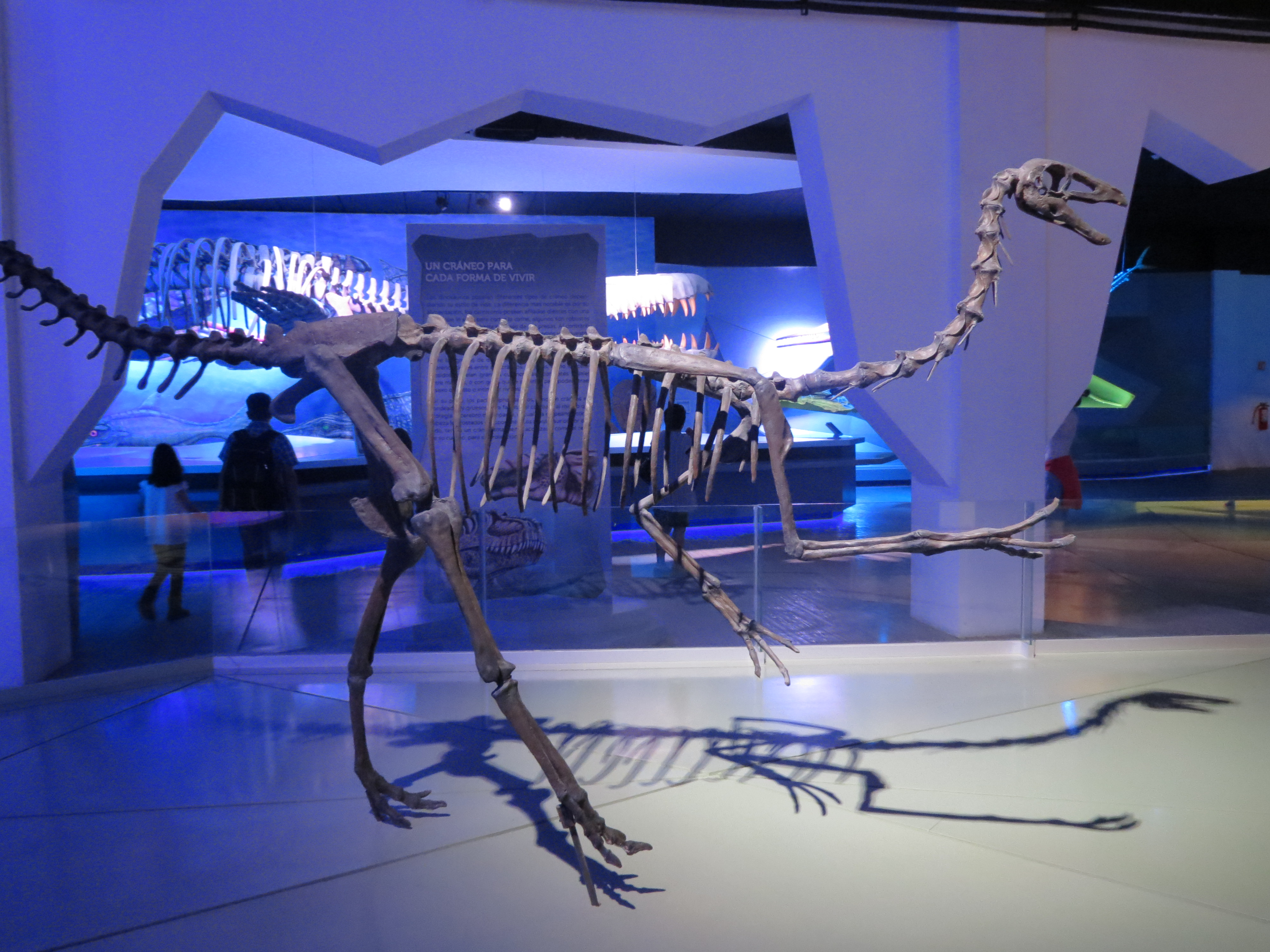
“似萨尔蒂约龙”骨骼重建

似萨尔蒂约龙（"Saltillomimus"）是墨西哥晚白垩世（坎帕阶晚期）普韦布洛山组发现的一种似鸟龙科的非正式名称，已发现两件标本，SEPCP 16/237包括1998年发现的部分尾椎、大部分后肢及前肢，SEPCP 16/221包括部分后肢及骨盆，疑似幼年个体。“模式种”快速似萨尔蒂约龙（"Saltillomimus rapidus"）由玛莎·卡洛琳娜·阿格诺林·马丁内兹（Martha Carolina Aguillón Martinez）于2010年首次命名。2014年，沙漠博物馆（Museo del Desierto）展出了一具“似萨尔蒂约龙”的骨骼重建，突出了其结合亚洲与北美似鸟龙类特征的强健腿部及怪异臀部。该分类单元是在马丁内兹2010年的硕士论文中命名，因此是一个无效的论文名。

### 山出龍
山出龙（"Sanchusaurus"，意为“来自山出的蜥蜴”）是亚洲早白垩世一种似鸟龙类恐龙的非正式名称，仅从日本中崎市发现的部分尾椎所获知。董枝明（1990年）认为山出龙是似鸡龙的异名，但两个物种在生存年代和地理位置上的巨大差异使这种观点站不住脚。该属从未被正式描述过，被认为是一个无资格名称。“山出龙”在1985年由Hisa首次提及但未正式描述。

### 西莱基无辜龙
西莱基无辜龙（"Saraikimasoom"）是巴基斯坦维达格里组一种无效的泰坦巨龙类恐龙。“模式种”维达格里西莱基无辜龙（"Saraikimasoom vitakri"）由马尔卡尼于2015年在一篇描述了多种巴基斯坦恐龙如地调龙、尼克龙和穆真龙的论文中命名。“西莱基无辜龙”目前被视为一个手稿名。

### 西莱基龙
西莱基龙（"Saraikisaurus"，意为“西莱基的蜥蜴”）是为巴基斯坦晚白垩世（马斯特里赫特阶）维达格里组发现的一种爬行动物所提出的无效属名。拟定的模式种为许氏西莱基龙（"Saraikisaurus minhui"），所知于拟议的正模标本GSP/MSM-157-16（一个破碎的齿骨）及归入标本GSP/MSM-64-15（一节不完整的椎骨）。马尔卡尼最初将齿骨解释为属于一种原始翼手龙亚目并进一步创建单系的西莱基龙科（"Saraikisauridae"）及西莱基龙亚科（"Saraikisaurinae"）以包含该属。“西莱基龙”一名由马尔卡尼在2013年的一场会议中首次提及，后于2015年尽力对其进行描述但未经同行评审。2021年，马尔卡尼试图在知名掠夺性出版商美国科研出版社旗下的期刊上正式描述西莱基龙及其它分类单元。2024年，他将该标本解释为属于西北阿根廷龙科兽脚类，并在《ResearchGate》上另一份未评审论文中将其作为新分类单元重新描述。他根据尺寸和保存方式一致及与轻鳄龙相应骨骼的明显相似性，将椎骨碎片归入该属。

### Shake-N-Bake兽脚类
Shake-N-Bake兽脚类（"Shake-N-Bake theropod"）是卡岩塔组一种未描述的腔骨龙超科，所知于哈佛自然历史博物馆收藏的部分骨骼MCZ 8817。

### 圣西莱基龙
圣西莱基龙（"Shansaraiki"，意为“可敬的西莱基人”）是兽脚类非正式命名的一个属，可能属于阿贝力龙类。正模标本发现于巴基斯坦晚白垩世维达格里组的沙加拉地（Shalghara locality），由GSP/ MSM-140-3（合模标本）、GSP/MSM-5-3（中枝及部分牙基部）和GSP/MSM-57-3（背椎）组成，鉴于这些骨骼是分开发现的，因此也可能属于不同标本。拟定的模式种是因萨菲圣西莱基龙（"Shansaraiki insafi"），由马尔卡尼（2022年）首次提及。

### 暹羅劍龍
暹罗剑龙（"Siamodracon"）是剑龙科的一个无效属，仅从泰国浦卡东组发现的一节背椎获知，模式种高棘暹罗剑龙（"Siamodracon altispinus"）由罗曼·乌兰斯基于2014年命名。据加尔冬和卡彭特（2016年）称，其命名不符合国际动物命名法规的要求。“暹罗剑龙”是东南亚发现的第一种装甲类恐龙。

### 拟西得龙
拟西得龙（"Sidormimus"）是尼日尔埃拉兹组发现的一种西北阿根廷龙科的非正式名称。化石由克里斯·西得（Chris Sidor）于2000年发现，并由里昂斯在项目勘探（Project Exploration）网站上非正式命名，同时附有一张“正模标本”的照片。同年国家地理网站上将同一张照片标名为“Dogosaurus”，并称该标本被发现时颈椎及肋骨露出地表。该物种又称加杜法瓦的西北阿根廷龙科（"Gadoufaoua noasaurid"）或未命名尼日尔西北阿根廷龙科（"unnamed Niger noasaurid"），西得本人则于2005年在个人账号上确认“拟西得龙”就是埃拉兹组的西北阿根廷龙科。2010年的一篇会议摘要中提出这种动物可能善于掘土，包括塞里诺在内的古生物学家也因此称该标本为“digging raptor”。

### 中国盾龙
中国盾龙（"Sinopeltosaurus"）是已灭绝装甲类鸟臀目恐龙的一个存疑属，由罗曼·乌兰斯基于2014年描述。该属来自中国云南省下侏罗统的禄丰组，模式种兼唯一种是小中国盾龙（"S. minimus"），化石为关节连接的髁骨。标本FMNH CUP 2338包含胫骨及腓骨远端、跗骨远端、大部分跖骨及部分趾骨。FMNH CUP 2338作为少数基于髁部及脚部特征的可确认早侏罗世鸟臀目标本，由兰德·厄米斯（Randall Irmis）和法比安·诺尔（Fabian Knoll）于2008年描述。2016年，彼得·加尔冬和肯尼思·卡彭特宣布它是一个疑名，并列为鸟臀目（可能属于装甲类）未定属。

### 斯卡拉奔龙

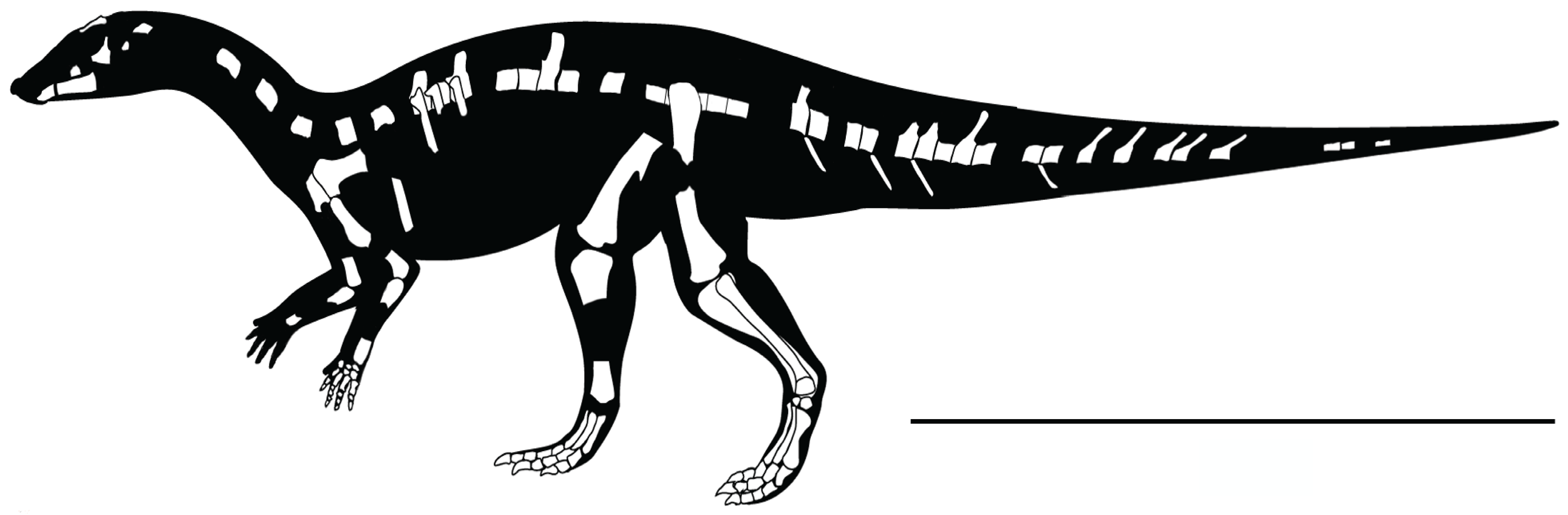
斯卡拉奔龙的骨骼重建

斯卡拉奔龙（"Skaladromeus"）或称凯帕罗维茨的鸟脚类（"Kaiparowits ornithopod"），是一种来自凯帕罗维茨组的鸟脚类，在克林特·博伊德（Clint Boyd）2012年的一篇学位论文中命名。拟议的模式种是戈氏斯卡拉奔龙（"Skaladromeus goldenii"）。

### 小鸟
小鸟（"Smallornis"，指该物种化石较小的尺寸）是种分类不明的史前鸟类，化石发现于中国辽宁省热河群。拟定的模式种是辽宁小鸟（"Smallornis liaoningica"），由张和（2007年）在《中国化石》一书中首次命名。鉴于该属没有正式描述发表，且未指定正模标本或合模式标本，因此“辽宁小鸟”被视为一个裸名。书中附有其化石的照片，但不够清晰，故无法确认其究竟属于哪个门类。

### 索萨巨龙
索萨巨龙（"Sousatitan"）是巴西早白垩世里约皮拉尼亚组一种未描述的泰坦巨龙类蜥脚下目恐龙。拟议的正模标本由一个左腓骨组成，而“索萨巨龙”一名则是由吉拉尔迪等人（2016年）所创。

### 巨剑龙

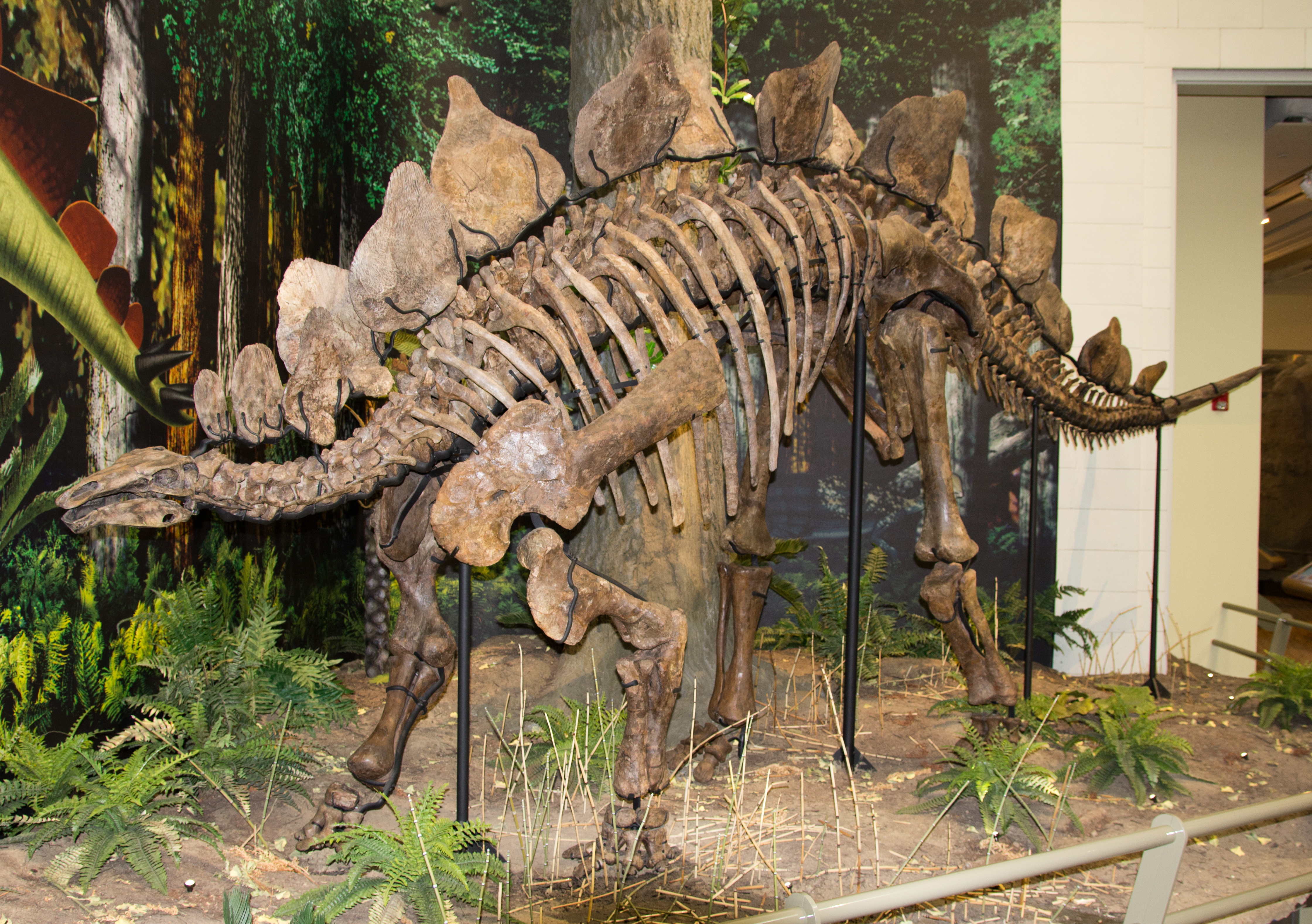
蹄足（巨）剑龙骨骼

巨剑龙（"Stegotitanus"）是格雷戈里·保罗于2024年在《普林斯顿恐龙大图鉴》第三版中为剑龙类的蹄足剑龙（Stegosaurus ungulatus）起的非正式替换名，因此产生新组合蹄足巨剑龙（"Stegotitanus" ungulatus）。蹄足剑龙化石发现于美国怀俄明州晚侏罗世（启莫里阶）上莫里逊组。“巨剑龙”是最大的剑龙类之一，长约7（23英尺）、重约4.2公噸（4.1長噸；4.6短噸）。

### 冥河雁
冥河雁（"Styginetta"）是普瑞斯比鸟科的一个属，化石发现于美国蒙大拿州的地狱溪组。拟定的模式种为洛氏冥河雁（"Styginetta lofgreni"），是在托马斯·斯蒂德姆（Thomas A. Stidham）2001年的学位论文中非正式命名，因此是一个无效的“论文名”。冥河雁是少数在白垩纪—古近纪灭绝事件中幸存下来的物种之一。

### 蘇西亞龍

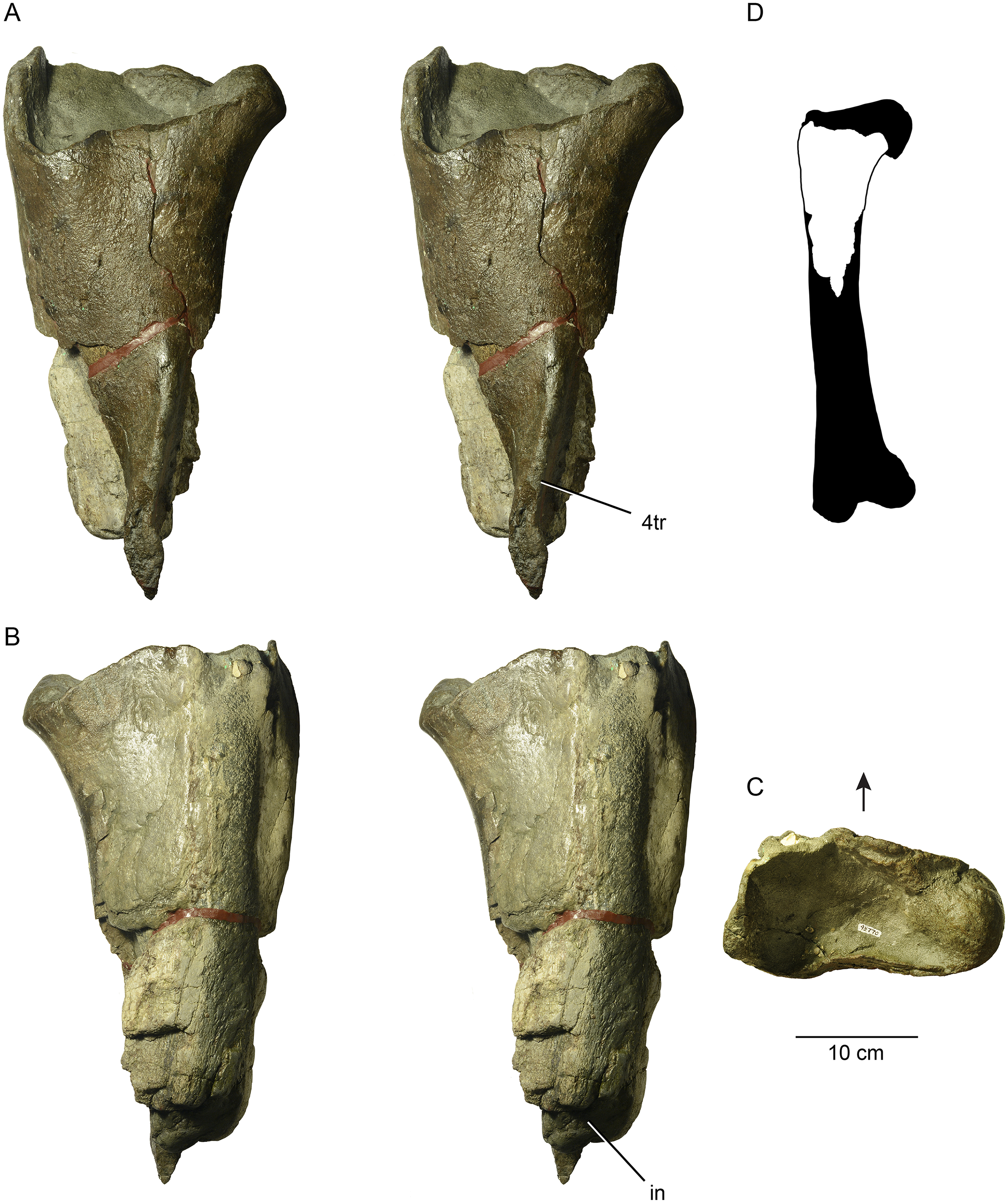
苏西亚龙的股骨上部

2012年，在美国华盛顿州圣胡安县的苏西亚岛国家公园发现一具绰号为君王苏西亚龙（"Suciasaurus rex"）的兽脚类化石，这是华盛顿州发现的第一只恐龙。该发现由布克博物馆的古生物学家于2015年在PLoS ONE上公布。在塔科马附近帕克兰一所小学的学生请愿的推动下，华盛顿州立法机构于2019年提出一项法案，使其成为官方的州恐龙。2021年出现新一轮推动，尽管受到了众议院共和党人如J·T·威尔克斯的批评，后者认为这是对正在流行的新冠疫情的低优先级，但法案最终还是于2023年通过。

### 杉山龙
杉山龙（"Sugiyamasaurus"，意为“杉山蜥蜴”）为杉山地区发现的大量匙形牙齿的非正式名称，这些牙齿属于生存在早白垩世日本的某种巨龙形类，可能为福井巨龙。此名最早由大卫·兰伯特于1990年出版的《恐龙资料册》（Dinosaur Data Book）中提出，也出现在兰伯特的《终极恐龙书》（Ultimate Dinosaur Book）和许多在线恐龙名单中。由于尚未被正式描述，因此“杉山龙”是一个无资格名称。遗骸是在胜山市附近发现，最初归类于圆顶龙科，但可能属于福井巨龙，因为二者的化石材料是在同一个采石场出土的。

### 苏莱曼龙
苏莱曼龙（"Sulaimanisaurus"，取自化石发现地附近的苏莱曼山脉，意为“苏莱曼蜥蜴”，属名在一些早期报告中也拼写成“Sulaimansaurus”）是泰坦巨龙类蜥脚类恐龙的一个无效分类单元，生存于晚白垩世的巴基斯坦俾路支省。拟议物种是金氏苏莱曼龙（"S. gingerichi"），由马尔卡尼于2006年根据马斯特里赫特阶帕布组维达格里段发现的七节尾椎所描述。还有另外四节尾椎被分配给该属。苏莱曼龙被视为巴基龙科（泰坦巨龙科的异名）的巴基龙和海特兰龙的近亲。威利森、巴雷特和卡拉诺（2011年）视之为无效属。

## T

### 碩獵龍

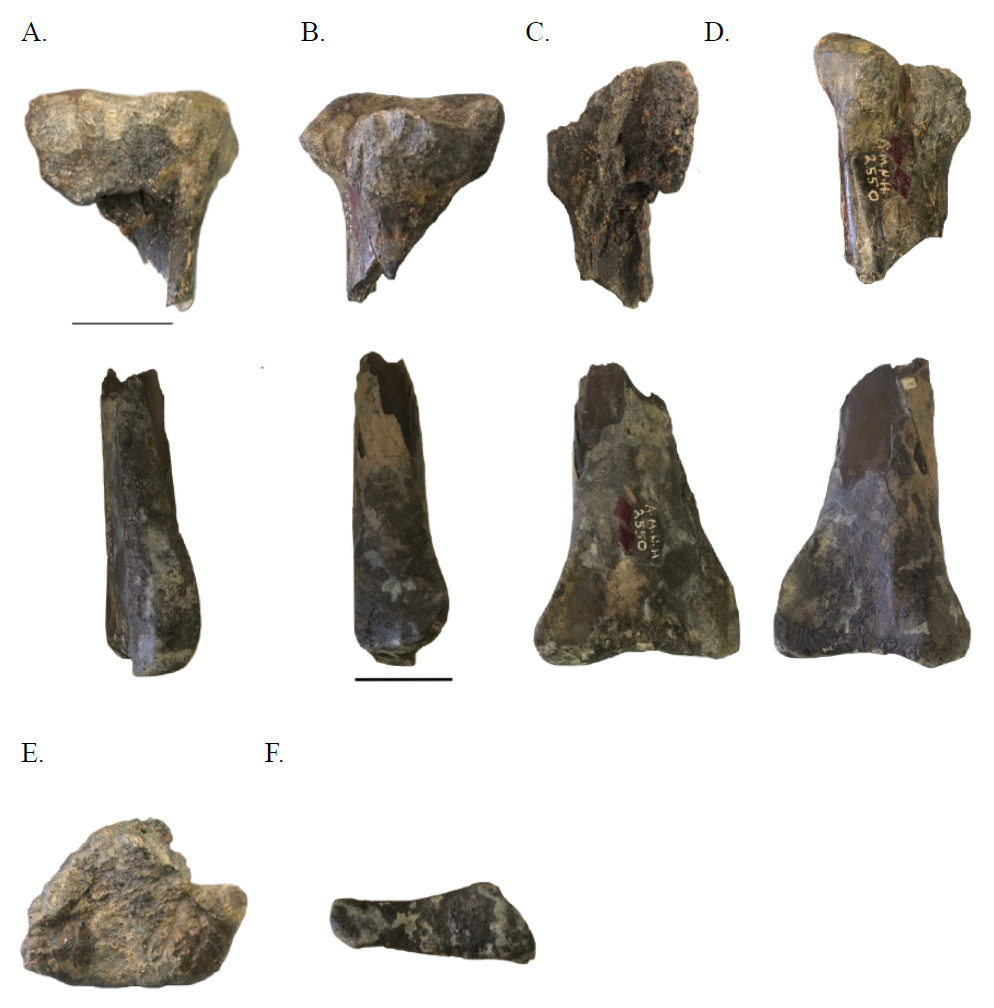
合模式标本暴龙超科胫骨AMNH 2550，於2017年命名爲“碩獵龍”

硕猎龙（"Teihivenator"，意为“强壮的猎人”）是种命名不当的暴龙超科虚骨龙类恐龙，化石发现于新泽西州纳夫辛克组，拟定物种为长足硕猎龙（"T." macropus），最初归类为伤龙的一个物种（=“暴风龙”，现已被厉螨属占用）。2017年，韓國仁荷大學古生物學家尹燦奎（윤찬규，音译）建议将其独立建属。“硕猎龙”状态为无效，因为命名它的出版物是纯网络期刊，表明文章发表时需要在ZooBank注册。然而，作者在首次发布之后才注册ZooBank，这意味着其不符合有效发布分类单元的要求。
2017年，美國古生物學家切斯·布朗斯坦（Chase Brownstein）的一份论文预印本中得出结论：硕猎龙化石是暴龙超科和似鸟龙科残骸的混合物，没有鉴别特征，使该物种成为嵌合体兼疑名。布朗斯坦2018年称，硕猎龙胫骨标本AMNH FARB 2550可能代表某种与伤龙不同的暴龙超科，但不足以建立新分类单元。

### 无法命名之龙
无法命名者（"That Which Cannot Be Named"）是德恩·耐许对怀特岛威塞克斯组发现的一件未描述小型虚骨龙类骨骼的称呼。该标本属私人所有，目前研究人员无法获得。耐许2020年称该分类单元可能属于暴龙超科。

### 天台龙
天台龙（"Tiantaisaurus"，有时也拼写成“Tiantaiosaurus”）是中国浙江省阿普第阶赖家组一件镰刀龙类标本的非正式名称。根据恐龙邮件列表（Dinosaur Mailing List）的通信，此名称（来自2012年的一项研究）被打算用于官方描述。在2005年被发现后，2007年一份未出版的手稿中首次提到了此名称。该物种被命名为始丰天台龙（"T. sifengensis"）。标本包括坐骨、距骨、胫骨、股骨、不完整的耻骨和髂骨及全身大量椎骨。

### 泰坦猎龙
泰坦猎龙（"Titanovenator"，意为“泰坦猎人”）是肯尼亚拉普尔砂岩一种尚未描述的阿贝力龙超科，“模式种”是肯尼亚泰坦猎龙（"T. kenyanensis"），出现于塞蒂奇等人的2013年古脊椎动物学会会议摘要中。根据摘要，“泰坦猎龙”化石包括零散的颅后及眶后骨骼，体长估计为11至12米。如果作者的结论正确，它将是已知最大的阿贝力龙科。

### 鸟羽龙
鸟羽龙（"Tobasaurus"，意为“鸟羽市的蜥蜴”）是日本早白垩世（豪特里维阶至巴列姆阶）松尾群发现的一种未描述的盘足龙科蜥脚类恐龙。拟定的正模标本是一副不完整的骨骼（主要为肢骨）。“鸟羽龙”最大可长到20（66英尺）长。这种恐龙也是电子游戏化石战士中Vivosaur“Toba”的灵感来源。

### 吐鲁茨龙
吐鲁茨龙（"Tonouchisaurus"，意为“吐鲁茨的蜥蜴”）是一种未描述的虚骨龙类恐龙的非正式名称，生存于早白垩世的蒙古。拟定的模式种是蒙古吐鲁茨龙（"Tonouchisaurus mongoliensis"），是在一篇日本新闻中首次提及。这种恐龙体型很小，身长不超过3英尺（0.91）。“吐鲁茨龙”标本由四肢材料组成，最初报道称其中含有二指的手部及完整脚部，瑞钦·巴思钵也因此将该属归入暴龙超科，但后来指出其手部实际上有三根手指，且脚部存在并跖骨特征。

## U

### 矛神龙

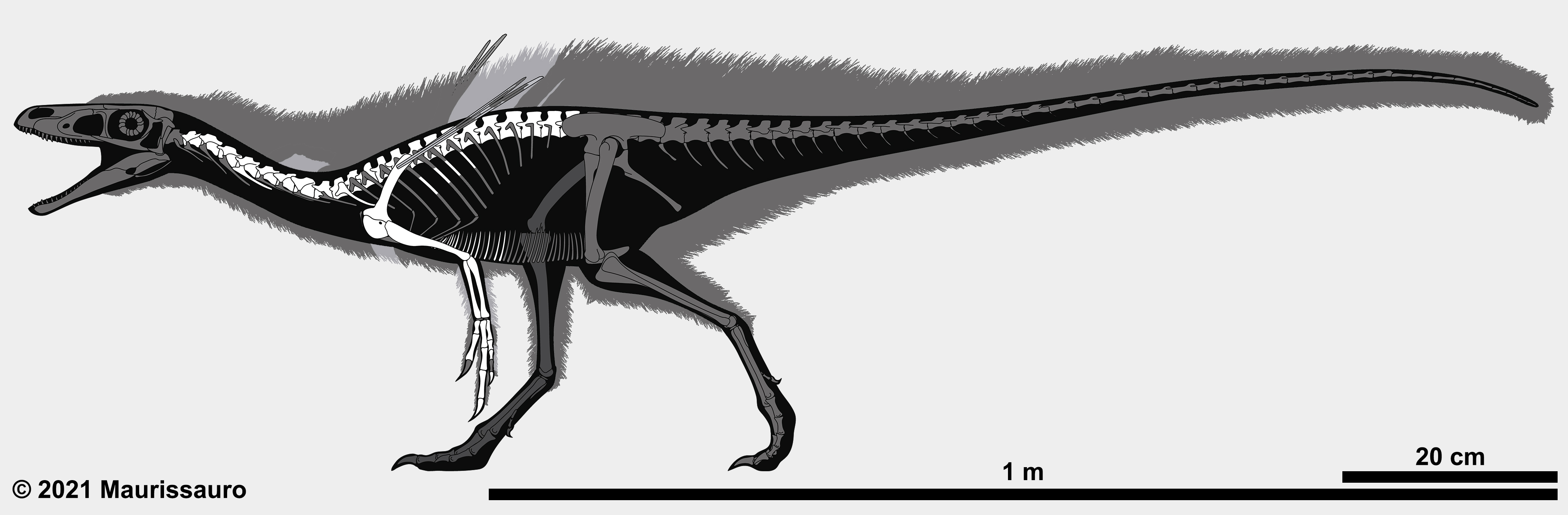
骨骼重建

矛神龙（"Ubirajara"，意为“长矛之王”）是美颌龙科兽脚类恐龙的一个无效属，化石发现于巴西早白垩世克拉图组，在2020年一篇“印刷中”的论文中首次命名，该论文后因标本曾被非法走私而被撤回。“矛神龙”被视为一个手稿名。

### 犹他巨龙
犹他巨龙（"Utetitan"）是格雷戈里·保罗于2024年在《普林斯顿恐龙大图鉴》第三版中给一具来自美国犹他州晚白垩世（马斯特里赫特期）下北霍恩组的泰坦巨龙类阿拉摩龙标本起的非正式名称。来自上黑峰组或美国德克萨斯州的其它泰坦巨龙类骨骼可能也属于该分类单元。据称犹他巨龙长约20（66英尺）、重约20公噸（20長噸；22短噸）。拟定的模式种是泽拉盖蒙德韦亚犹他巨龙（"Utetitan zellaguymondeweyae"）。

## V

### 怀特龙
1982年，贾斯汀·德莱尔（Justin Delair）根据标本GH 981.45（一片装甲）非正式命名了怀特龙（"Vectensia"）。与多刺甲龙正模标本一样，该标本也是在巴恩斯高地（Barnes High）找到的，但报道称它是在下威塞克斯组更古老的一层中发现。布洛斯（1987年）将其暂时归入多刺甲龙。

### 维达格里龙
维达格里龙（"Vitakridrinda"）是阿贝力龙科兽脚类恐龙一个属，生存于晚白垩世巴基斯坦西部的俾路支省。模式种是苏莱曼维达格里龙（"V. sulaimani"）。该物种的残骸（连同其他恐龙标本）是由巴基斯坦地质调查局的一队古生物学家在维达格里附近找到的，化石出自马斯特里赫特阶帕布组维达格里段的岩层中。该属由马尔卡尼于2004年（“正式”命名时间为2006年）根据包括两根股骨、一个脑壳和一颗牙齿在内的部分残骸在一篇摘要中非正式命名。部分鼻骨和脑壳最初也归入正模标本，发现的其它椎骨也可能属于该物种。然而，鼻骨后来被重新分类为中真鳄类新属印度河暴鳄属，脑壳则被归入地调龙。托马斯·霍兹给出该属的可能身长为6（20英尺）。
維達格里龍（"Vitakrisaurus"）是獸腳亞目西北阿根廷龍科的一個屬，只有一個已知物種：西莱基維達格里龍（"Vitakrisaurus saraiki"）。它生活在大約7000萬年前晚白堊世馬斯垂克階的印度次大陸，化石出土于巴基斯坦的帕布组。正模標本MSM-303-2是一隻右脚，看起來有三指關節和強壯的指骨。它可能屬於西北阿根廷龍科，因為它的腳與速龍很相似，儘管在其簡要描述中不一致，並且與文章中的其他獸腳類恐龍缺乏比較，使得正式分類很困難。屬名取自帕布組的維達格里段與希臘語後綴saurus（意為“蜥蜴”）。種名紀念主要居住在巴基斯坦南部的沙拉基人。有研究者认为该属与阿贝力龙科的维达格里龙是同种动物。

## W

### 瓦塞布鸟
瓦塞布鸟（"Wasaibpanchi"，其中wasaib是对西莱基人分布地区的称呼，panchi则是西莱基语“鸟”的意思）是种非正式命名的史前鸟类，生存于晚白垩世马斯特里赫特期的巴基斯坦，据称属于反鸟亚纲。该属由穆哈马德·萨迪克·马尔卡尼（2021年）在知名掠夺性出版商美国科研出版社旗下期刊上首次描述，拟定的模式种是达曼瓦塞布鸟（"Wasaibpanchi damani"）。这种鸟目前仅有牙齿被发现，出土于俾路支省巴尔汗县的维达格里组。

### 白石棘龙科
白石棘龙科（"White Rock spinosaurid"）是怀特岛威克蒂斯组2022年描述的一种巨型棘龙科的昵称。其化石非常零碎，因此描述者避免将其命名，但考虑过使用怀特棘龙（英语："Vectispinus"）的属名。椎骨尺寸与棘龙的比较显示它有可能是最大的兽脚类之一，体长超过10（33英尺）。

## X

### 兴和龙

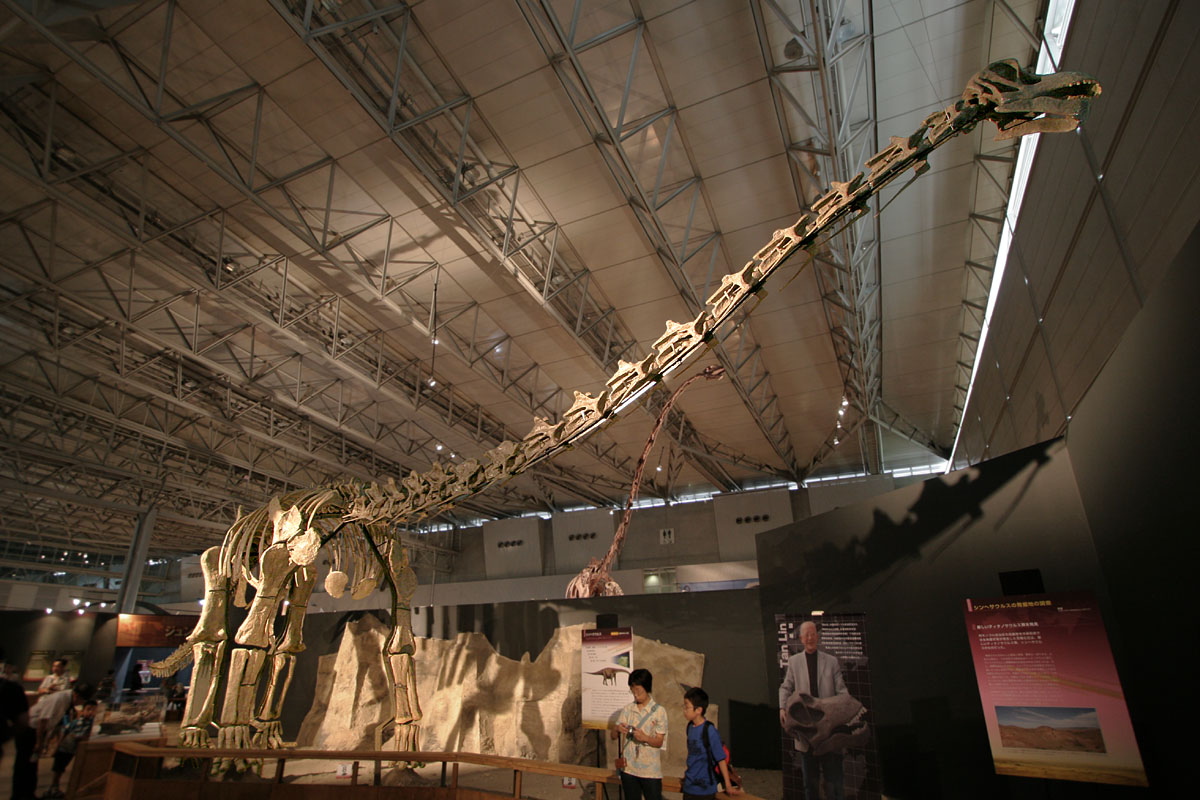
日本化石博览会上的“兴和龙”骨架

兴和龙（"Xinghesaurus"）是种蜥脚类恐龙的非正式名称，可能属于巨龙形类，2009年出现于长谷川等人所写的“沙漠奇迹”（砂漠の奇跡）恐龙博览会旅游指南中，但指南上并未给出该属的种名。从骨骼模型来看，“兴和龙”可能长约15.4（51英尺）、重约6公噸（13,000磅）。

## Y

### 宜宾龙
宜宾龙（"Yibinosaurus"，意为“宜宾蜥蜴”）指一种迄今尚未描述的早侏罗世植食性恐龙，是种生存于今中国四川省的蜥脚类。拟定的“模式种”周氏宜宾龙（"Yibinosaurus zhoui"）由中国古生物学家欧阳辉所描述，并在重庆自然历史博物馆指南（2001年）中简要提及。“宜宾龙”是欧阳辉（2003年）根据一件由罗耀南和王长生（1999年）归入珙县龙未定种所创建的论文名。

### 郧县龙
郧县龙（"Yunxianosaurus"）是中国湖北省晚白垩世一种泰坦巨龙类恐龙的非正式名称。模式种湖北郧县龙（"Yunxianosaurus hubeinensis"）由中国古生物学家李正奇于2001年提出。“郧县龙”化石发现于南阳附近。李正奇说，“郧县龙”这个名字是为了便于描述而临时命名的，但在给它正式命名之前，还需要进一步的实地考察和化石研究。

## Z

### 札满康的偷蛋龙类

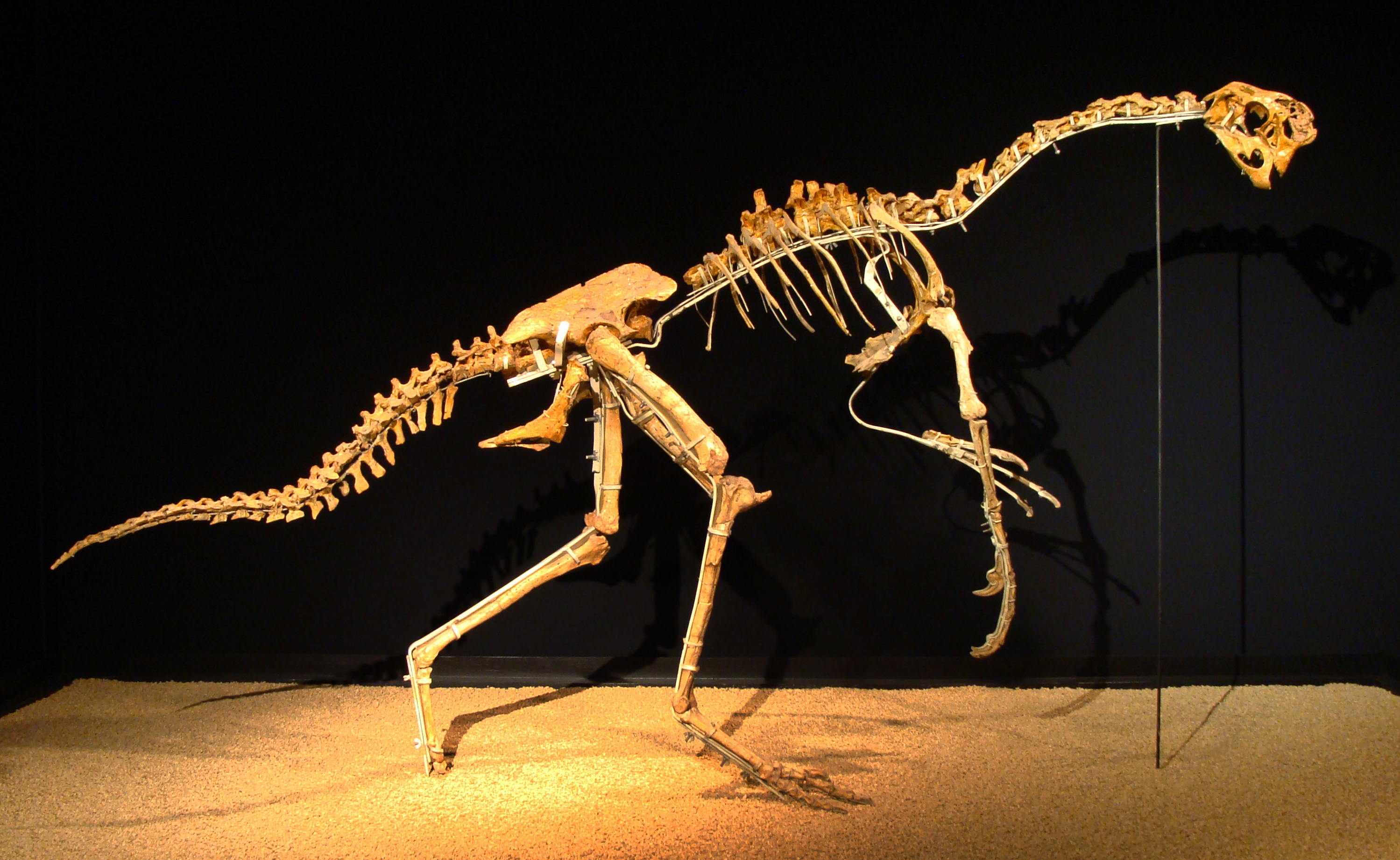
札满康的偷蛋龙科

札满康的偷蛋龙科（"Zamyn Khondt oviraptorid"）是偷蛋龙科标本IGM或GIN 100/42的昵称。由于偷蛋龙颅骨保存过差且被压碎，IGM 100/42已成为该恐龙的一个“典型描述”，甚至出现在科学论文中并标为“嗜角偷蛋龙”。然而，与偷蛋龙相比，这种外形独特、头冠较高物种的颅骨特征与葬火龙更为相似，可能代表了后者的第二个物种或一个全新的属，有待进一步研究。